# Basilique Notre-Dame de Fourvière
Pour les articles homonymes, voir Basilique Notre-Dame.
La basilique Notre-Dame de Fourvière surplombe la ville de Lyon au sommet de la colline de Fourvière depuis la fin du XIXe siècle.
Elle est construite à peu près sur l'emplacement de l'ancien forum de Trajan, Forum vetus. Sur cet emplacement est institué au milieu du Moyen Âge un culte à saint Thomas de Cantorbéry puis, rapidement, à la Vierge Marie. Ce double culte se concrétise avec la construction à partir de 1630 d'un lieu de dévotion, la chapelle Saint-Thomas de Lyon. À la suite d'un vœu prononcé en 1642 par les échevins de Lyon pour éloigner une épidémie de peste de la ville, un pèlerinage annuel se constitue. Au XIXe siècle, à l'initiative du cardinal Louis-Jacques-Maurice de Bonald, une statue dorée de Marie est érigée sur le clocher de la chapelle, qui est rehaussé et renforcé à cette occasion. 
En parallèle, la proposition de construire une basilique, à la fois pour accueillir des visiteurs de plus en plus nombreux et en remerciement pour la protection de Lyon durant la guerre franco-allemande de 1870 est acceptée ; son édification débute en 1872.
L'architecture de la basilique, de style néo-byzantin, est l'œuvre de Pierre Bossan, lequel, obligé de superviser le chantier de loin pour raisons de santé, délègue une grande partie de l'exécution de l'œuvre à Louis Sainte-Marie Perrin. L'architecture très particulière de l'édifice lui vaut de nombreux admirateurs, mais aussi de très vives critiques.
Propriété de la commission de Fourvière et non de l'archevêché depuis sa fondation, la basilique n'est donc pas concernée par la loi de 1905 et reste propriété privée, notamment grâce à la diplomatie du maire Édouard Herriot, moins anticlérical que son prédécesseur Jean-Victor Augagneur. Néanmoins, malgré ce statut, la basilique obtient à la fin du XXe siècle une reconnaissance officielle de son statut de monument lyonnais. L'édifice est inscrit à l'inventaire supplémentaire des monuments historiques le 26 septembre 1977 ; puis il est reconnu d'utilité publique le 15 octobre 1998, juste avant son inscription au patrimoine mondial le 5 décembre de la même année, au titre du site historique de Lyon. Enfin, le 25 mars 2014, il est classé monument historique.
La basilique constitue un des repères les plus visibles de l'agglomération, et un des symboles de la ville de Lyon. Elle donne à Lyon son statut de « ville mariale ». Environ deux millions de pèlerins et de touristes sont accueillis chaque année dans la basilique. Le complexe basilical comprend non seulement l'édifice, la chapelle saint-Thomas et la statue, mais aussi l'esplanade panoramique et le jardin du Rosaire.

## Historique

### Avant la basilique: la chapelle Saint-Thomas

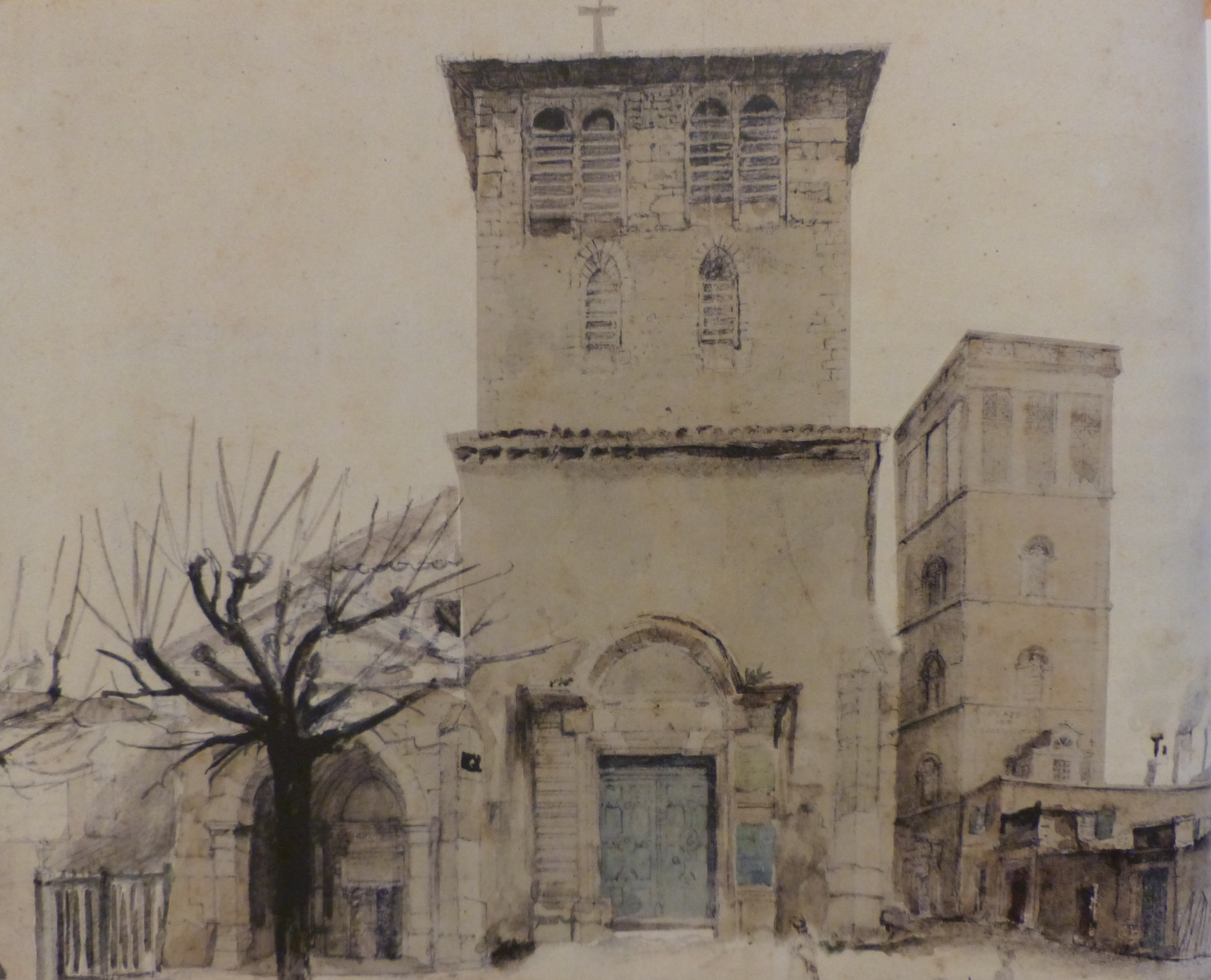
La chapelle de Fourvière au début du XIXe siècle.

#### Un édifice médiéval
En 1168, sur les ruines du forum romain, une chapelle est construite à Fourvière par Olivier de Chavannes, un chanoine de Saint-Jean. La petite chapelle, édifiée « apud forum Veneris », est dédiée tout d'abord à saint Thomas puis à la Vierge. Elle est richement dotée, et confiée au chapitre de Saint-Jean qui la dessert. L'archevêque Jean Belles-mains la dote en 1192 d'un chapitre propre, comptant quatre chanoines ; cette générosité lui permet également d'avoir les mains libres pour le chantier de la primatiale.

#### Le vœu des échevins de 1643
Au XVIIe siècle, Lyon est frappée plusieurs fois par des épidémies de peste, notamment en 1628 (la plus dévastatrice), 1631, 1637, 1639 et 1642. Face à ce fléau, les échevins du consulat font appel à la Vierge, probablement à l'inspiration du prévôt des marchands Alexandre de Mascrany. Le 5 avril 1642, un vœu est décidé : une procession à Notre-Dame aura lieu deux jours plus tard vers Fourvière, afin d'implorer la délivrance de la peste. Ce pèlerinage ayant eu lieu, il est choisi de le perpétuer annuellement. Le 12 mars 1643, un vote de la même assemblée voue la ville entière à Marie, et entérine un pèlerinage annuel, placé le 8 septembre, jour de la Nativité de Marie.

#### Les remaniements de la chapelle auXVIIeetXVIIIesiècles

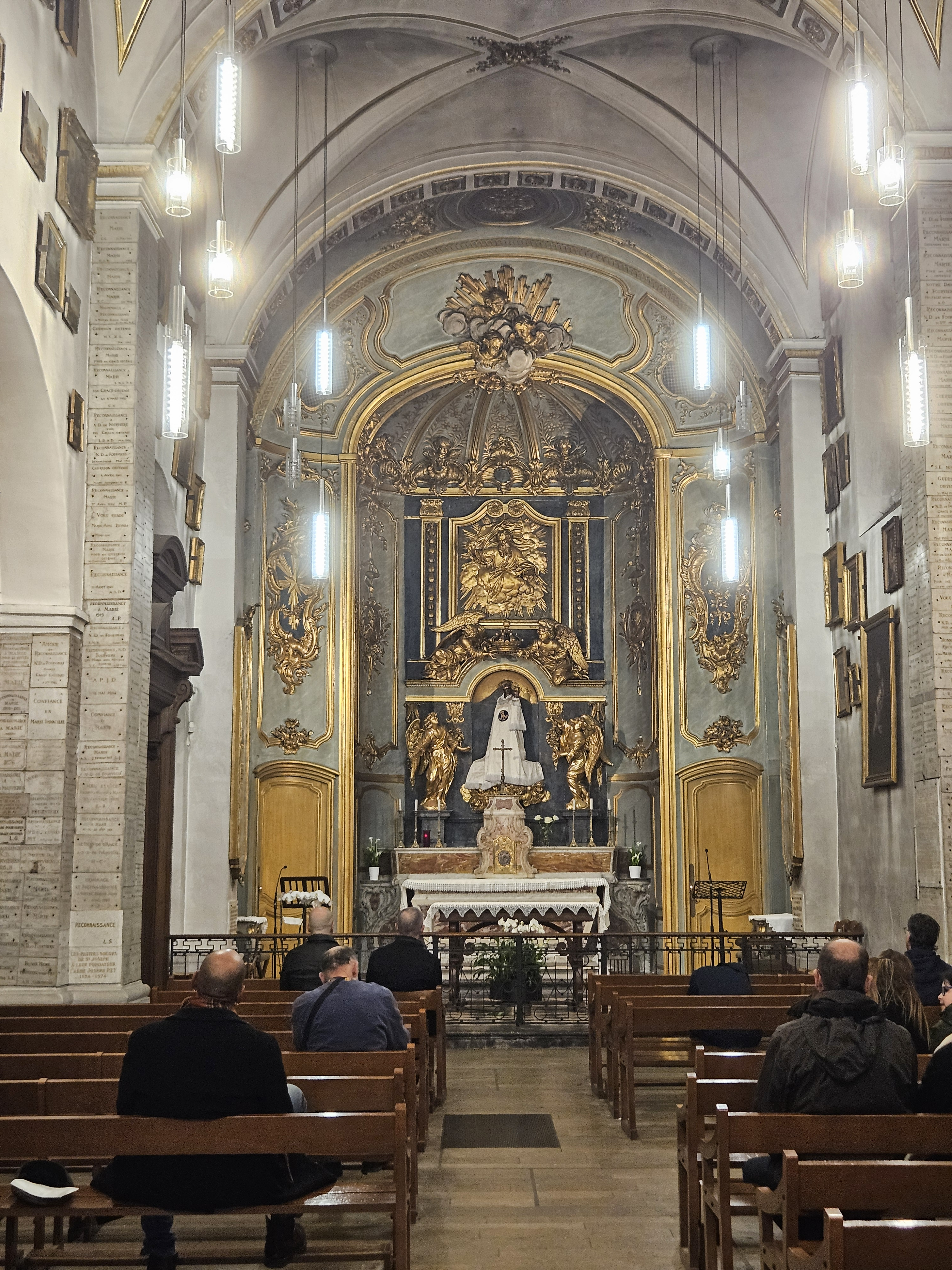
La Vierge noire.

La chapelle est remaniée aux XVIIe et XVIIIe siècles. Les murs des deux nefs se couvrent d'ex-votos peints sur toile. Une statue de la vierge qui porte dans ses bras l'enfant Jésus, est installée sur le maître-autel. Cette statue sculptée en bois de poirier qui s'assombrit par des agents extérieurs (humidité, enfouissement temporaire pendant la Révolution), fait l'objet d'un culte de la Vierge noire connue localement sous le nom de Notre-Dame de Bon Conseil.

#### La statue de Marie

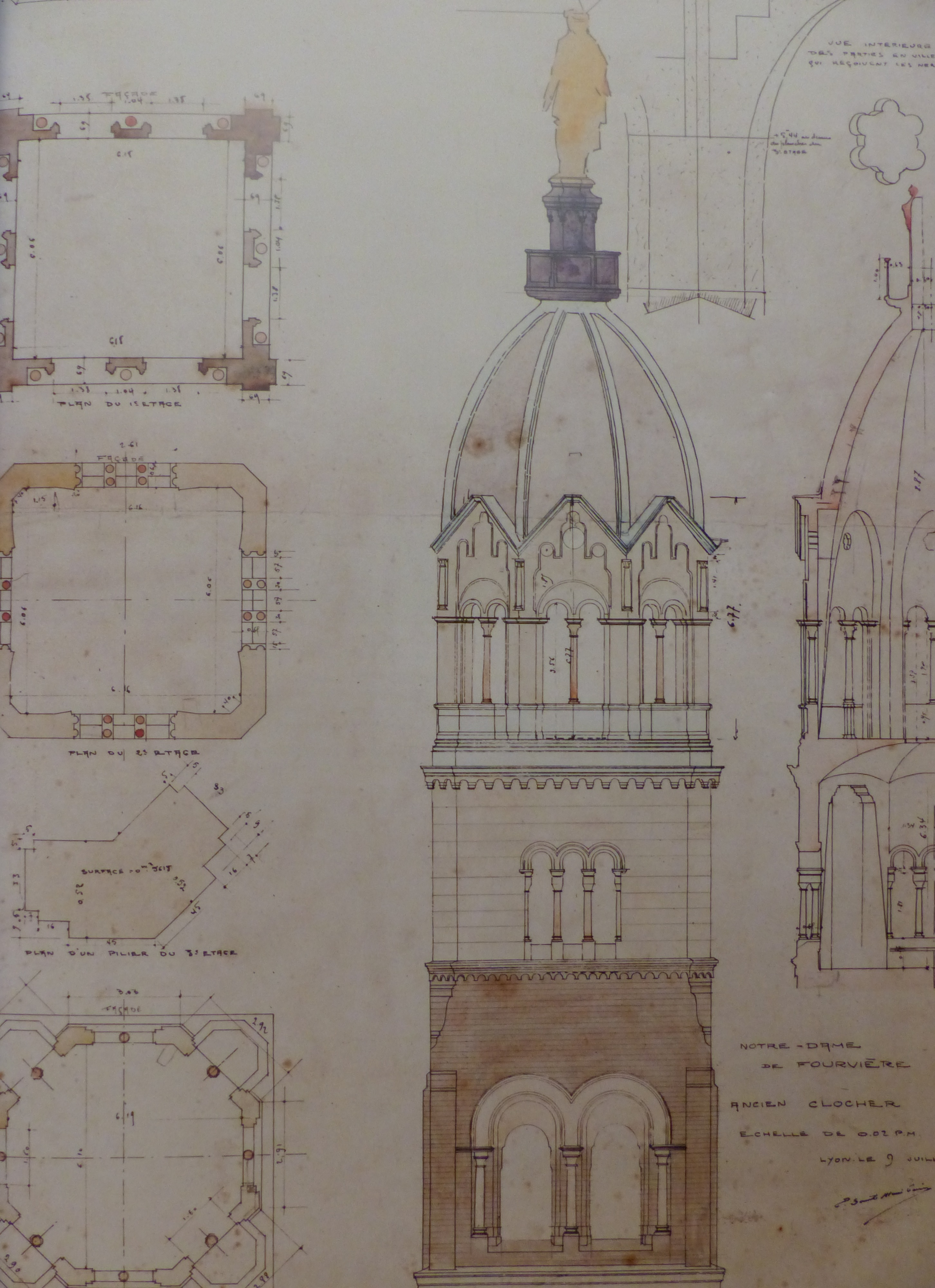
Plans et élévations du clocher rehaussé surmonté de la statue de Marie.

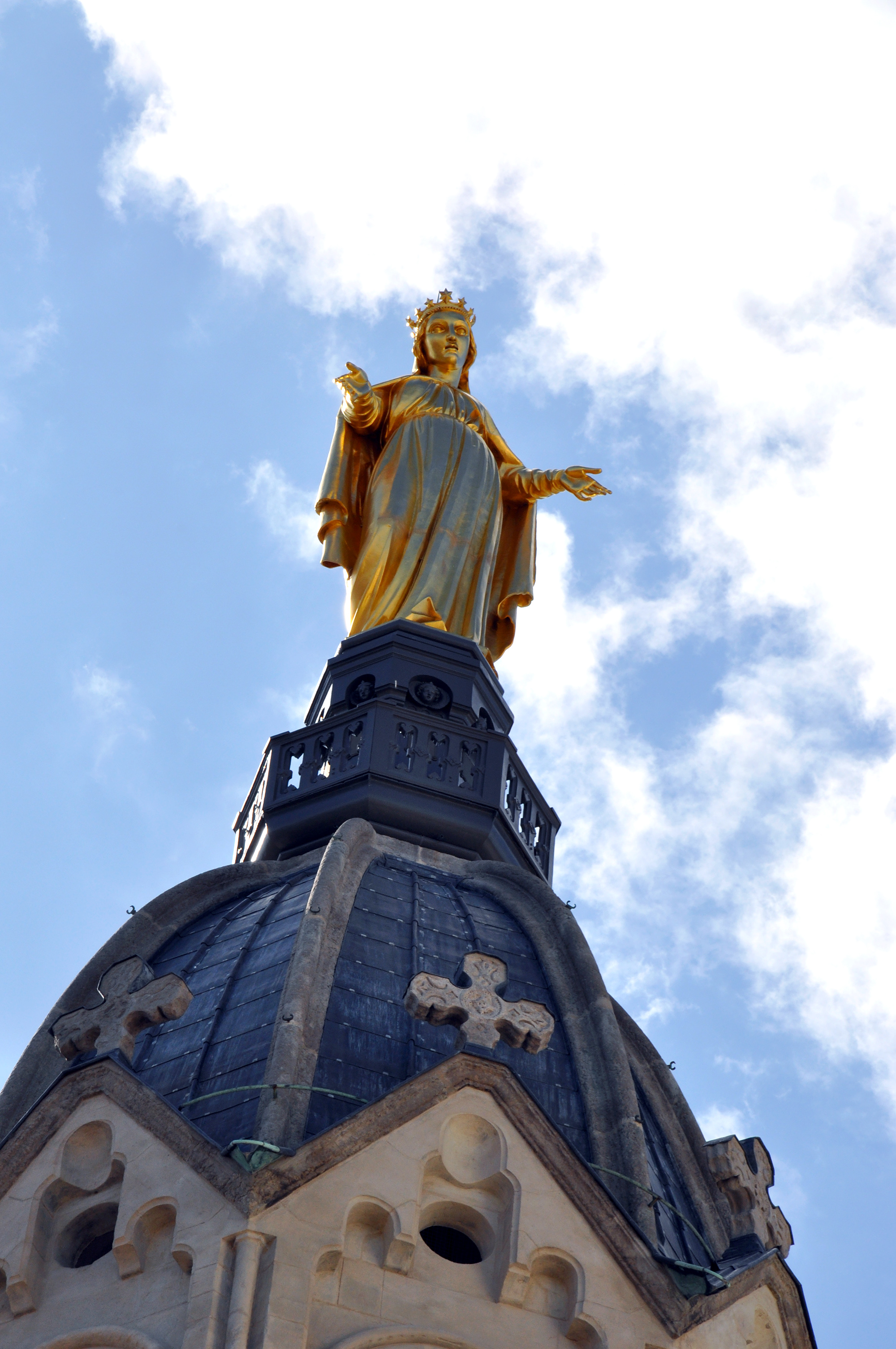
Vierge (1852), Lyon, basilique Notre-Dame de Fourvière.

Au milieu du XIXe siècle, l'église de Fourvière menace de tomber en ruine. Des constatations faites par André Flachéron révèlent en particulier l'état de vétusté du vieux clocher. Le remplacement de cet édifice est confié à l'architecte diocésain Alphonse-Constance Duboys, et commence au mois d'août 1849. Ce clocher à base carrée conserve un premier étage médiéval, surmonté de deux étages datant de 1849 ; le troisième étage est de plan octogonal, et se termine par une coupole. 
Sur cette dernière est placée en 1852 une statue de la Vierge réalisée par Joseph-Hugues Fabisch,, dont la construction a été autorisée en 1851 par le cardinal Louis-Jacques-Maurice de Bonald. C'est une statue de 5,60 mètres et de plus de 3 tonnes, située à plus de 300 mètres d'altitude. Ses mensurations sont volontairement disproportionnées (mains et visage trop grands par rapport à son corps), afin d'apparaître idéalement lorsqu'on la regarde d'en bas. 
L'inauguration, en souvenir du vœu des échevins, est prévue pour le 8 septembre 1852, mais les intempéries frappant le nord-est de la France provoquent une inondation de la Saône et un retard de la livraison de la statue. La fête est repoussée au 8 décembre, date (alors non officiellement approuvée) de la fête de l'Immaculée Conception, dogme qui sera proclamé deux ans plus tard par Pie IX. À cause du mauvais temps de début décembre, un report au 12 du mois est envisagé ; mais le ciel se dégage au cours de l'après-midi du 8. En signe de piété, les Lyonnais allument des lumignons et les posent sur les appuis de fenêtre : c'est la naissance de la fête des Lumières.

### La décision de bâtir un sanctuaire

#### Le gel initial de tout projet
Au milieu du XIXe siècle, les pèlerins venant de plus en plus nombreux à Fourvière qui bénéficie alors d'une affluence de dons en nature ou d'aumônes, le projet d'agrandissement du sanctuaire prend corps. Le renouveau des pèlerinages dans le contexte de recharge sacrale, favorisé par la piété populaire et l'imagerie pieuse de La Guillotière à Lyon sous ses différentes formes (lithographies, photographies, statues, tableaux…), est tel que le pèlerinage à Fourvière est plus important que celui à Marseille (le chiffre d'1,3 million de pèlerins annuels est avancé en 1858 par l'abbé Bouillard, auteur d'une monographie sur Notre-Dame de Fourvière).
Pour acheter les terrains nécessaires, Louis-Jacques-Maurice de Bonald crée en 1850 la commission de Fourvière, association de laïques catholiques. Son premier but n'est pas la construction d'un nouvel édifice, mais au contraire la sanctuarisation de la colline dans son état d'alors. Les objectifs qui lui sont confiés (lettre de l'archevêque au clergé, le 10 janvier 1853) sont de dégager la chapelle de « son environnement médiocre », d'« empêcher par des moyens pratiques […] d'élever de nouvelles constructions sur la montagne de Fourvière, d'arrêter celles qui sont en voie d'exécution et de modifier celles qui sont terminées ».

#### L'évolution personnelle de Pierre Bossan

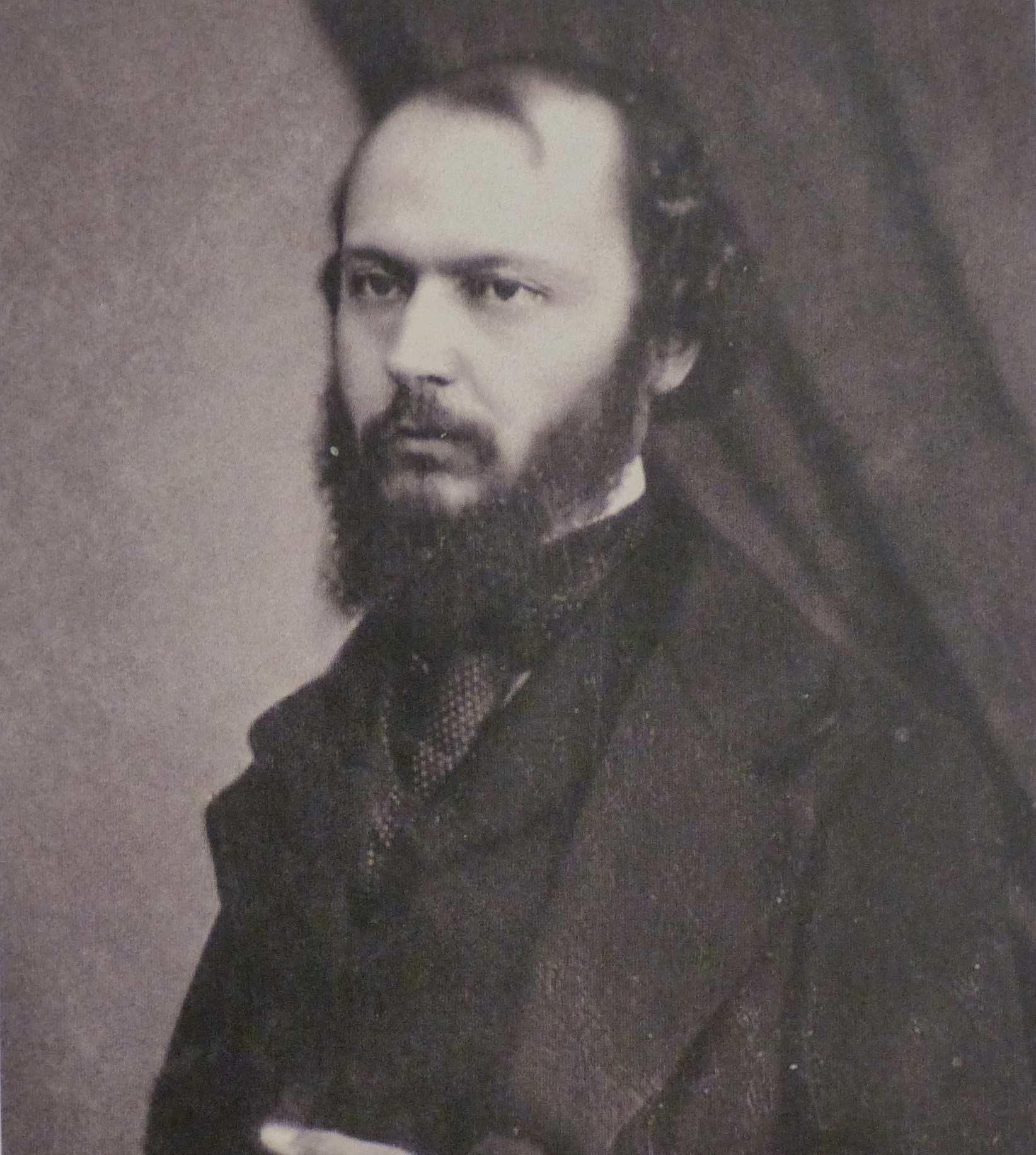
Pierre Bossan.

Pierre Bossan, de son côté, connaît à ses débuts des succès en architecture. Tailleur de pierre sous la conduite de son père, puis élève d'Antoine-Marie Chenavard, il brille dans ses études. La mort de son père, le 22 février 1839, l'oblige à quitter Paris pour revenir travailler à Lyon et y nourrir sa famille. Rapidement, il se fait un nom dans l'architecture religieuse, et travaille en particulier sur le grand chantier de restauration de la primatiale, dans laquelle il est nommé architecte en 1840. Mais, en 1845, convaincu par son frère Joseph, il investit dans une société financière exploitant l'éclairage au gaz, et délaisse le chantier de restauration de Saint-Jean, qui est pris entièrement en charge par Tony Desjardins. Joseph Bossan, ingénieur des mines, obtient à son frère l'adjudication de l'usine d'Alès ; ce dernier en néglige le chantier, et la société fait faillite en décembre 1846. En mars 1847, les créanciers de l'architecte le poussent à la fuite en Italie, où, sauf à de rares reprises, il demeure jusqu'au début des années 1850. Cette période est particulièrement difficile pour lui : d'abord, son frère Joseph, présent avec lui à Palerme durant la Révolution sicilienne et le siège de la ville, y meurt dans les bras de Pierre, d'une épidémie. Ensuite, la mère de l'architecte meurt à son tour, en 1850. Lui-même finit par rentrer à Lyon, où il ouvre une agence d'architecture et vit très modestement. Le 31 janvier 1850, est par ailleurs née Marie-Eugénie Mauchand, qui est suivant toute vraisemblance sa fille illégitime. Si ce secret venait à se savoir, l'architecte devra renoncer à sa carrière de constructeur d'églises. Aussi la mère de l'enfant, Marguerite-Henriette Mauchand, choisit-elle de se marier avec Jean-François Guépratte, afin de ne pas discréditer Bossan.
Vers le 28 mai 1853, Pierre Bossan vit une conversion radicale le jour de sa rencontre avec le curé d'Ars. Trois semaines plus tôt, le 6 mai, le maître d'œuvre de l'agrandissement de la petite église Saint-Thomas, Alphonse Duboys, meurt soudainement à vingt-huit ans. De nombreux amis de Bossan, profitant de l'occasion, tentent de faire pression sur le cardinal Louis-Jacques-Maurice de Bonald pour l'inciter à construire la basilique sur la colline.

#### Le projet d'une basilique

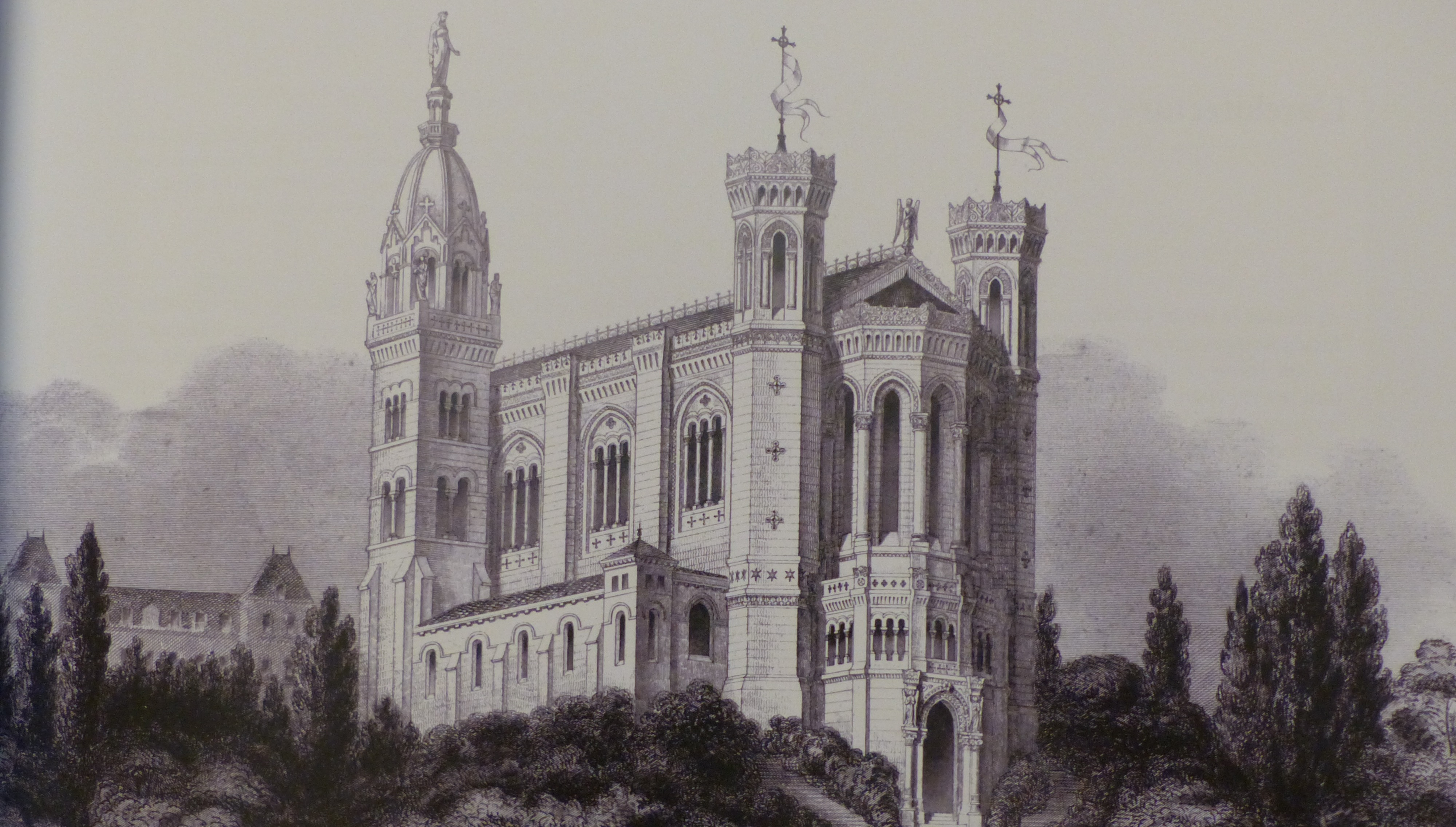
La première représentation du projet de basilique, en 1856.

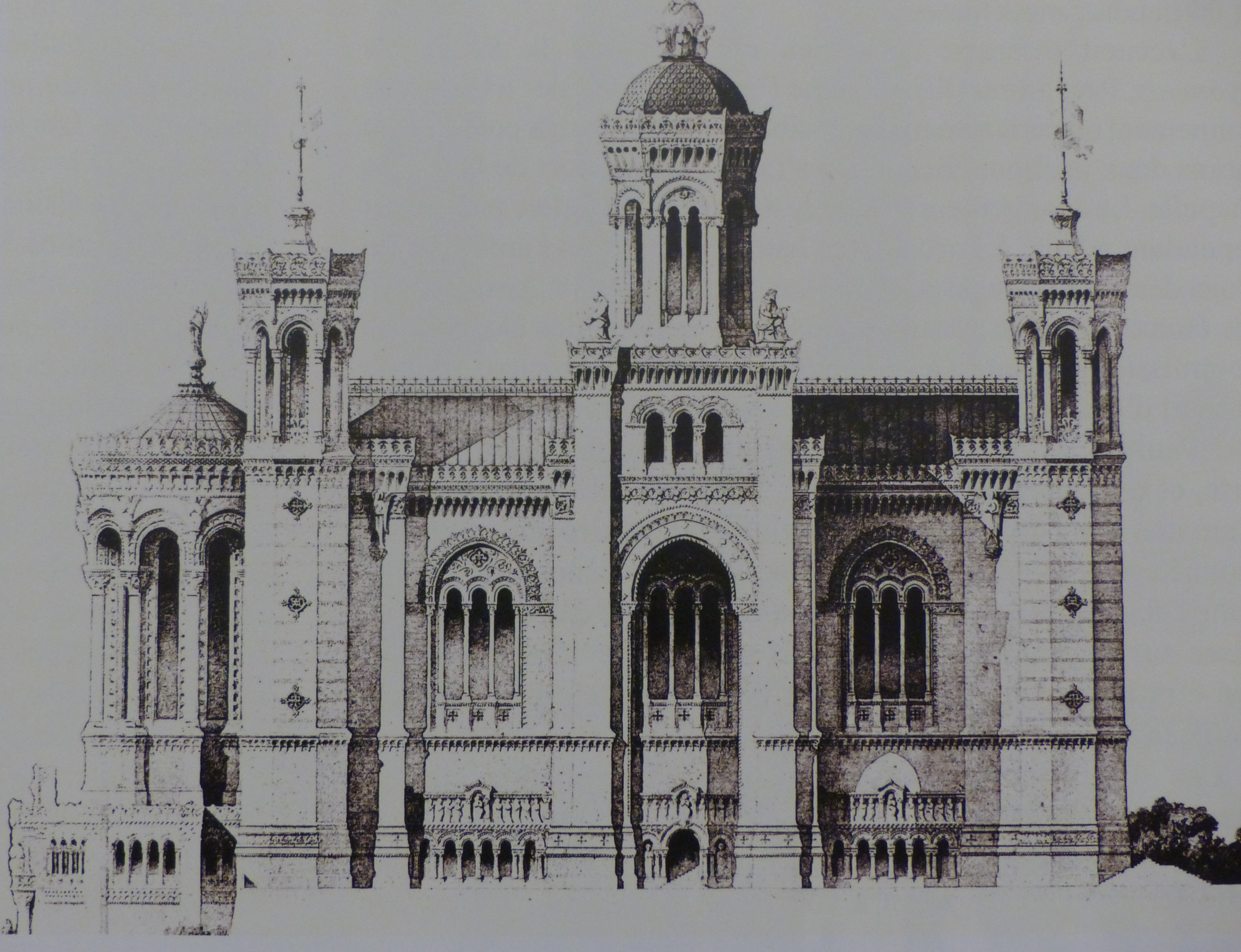
Proposition non réalisée de clocher surélevé, en façade nord, pour la statue de Marie.

Le 7 mars 1853, une seconde commission de Fourvière est créée, ayant pour sa part comme but d'aménager « un parcours initiatique qui élève l'âme autant que les corps et les prépare à la Rencontre ». Cependant, ce n'est qu'en 1866 que la Commission et les autorités ecclésiastiques s'accordent sur un projet non pas d'agrandissement mais de construction, d'une nouvelle église. Pierre Bossan est autorisé par la Commission à dévoiler, le 30 avril 1856, une vue de la future basilique, dont les plans ont été esquissés avant 1850 et peu à peu retravaillés, notamment après que l'architecte a découvert l'architecture sicilienne. Cette publication, qui rapporte à Pierre Bossan deux cents francs, et dont l'échelle a été faussée pour que la statue de Marie domine la basilique, suscite une réaction mitigée, d'autant que le coût prévu de l'édifice s'élève à deux millions de francs. Néanmoins, le 25 avril, la commission approuve le projet ; de manière plus inattendue, le cardinal de Bonald également. Enfin, même si son accord n'est pas indispensable, le préfet et maire de Lyon, Claude-Marius Vaïsse, est également élogieux vis-à-vis du projet.
La commission décide le 2 juin 1858 d'envoyer Pierre Bossan passer cinq mois à Rome afin de se concentrer sur l'achèvement des plans. Il y passe deux années, en 1859 et 1860 ; ces travaux lui sont facturés deux cents francs la première année, cinq cents la seconde. En 1866, Claude Louis Morel de Voleine remarque à la lecture des plans et élévations que la vierge dorée de Fabisch est moins élevée que les nouveaux clochers. Pour parer à la critique, Pierre Bossan et Frédéric Giniez proposent l'édification d'un très haut clocher, s'inscrivant dans le prolongement nord de la seconde travée de la nef, qui recevrait la statue de Marie. Ce projet est vite abandonné, mais les opposants gardent rancœur au nouvel édifice.
Durant cette phase de conception, la Commission ne reste pas inactive et bataille pour l'acquisition des terrains nécessaires à la constitution des jardins du Rosaire. À cette époque, le chemin permettant d'accéder à la colline depuis le Vieux Lyon est propriété de Pauline Jaricot, et l'argent que son péage (très modeste) rapporte, est donné aux plus pauvres. La politique de dons est telle que la donatrice est lourdement endettée, à hauteur d'environ quatre cent mille francs. La Commission, s'alliant avec la fabrique de la primatiale et les créanciers de Pauline Jaricot, intente un procès à cette dernière, procès qu'elle gagne mais qui ne lui sert à rien car la Commission a acquis les terrains voisins et construit un autre chemin d'accès. De guerre lasse, Pauline Jaricot, ruinée, abandonne ses terrains et brûle ses archives pour éviter qu'elles constituent un document à charge contre la Commission.
Juste après 1870, de nombreuses circonstances changent radicalement la donne : la principale est le vœu du 8 octobre 1870, qui place Lyon, menacée lors de la guerre de 1870, sous la protection de Marie. De fait, victorieux à la première bataille de Dijon le 30 octobre, les Prussiens sont défaits à la seconde, notamment grâce à Giuseppe Garibaldi et à ses volontaires. La vallée de la Saône est épargnée par les troupes allemandes, et Lyon est sauvée. D'autre part, la Commune de Lyon échoue, face à la reprise en main de la ville par la Garde nationale. La ville, encore traumatisée par le soulèvement de Lyon contre la Convention nationale et les représailles sanglantes exercées lors du siège de Lyon en 1793, est soulagée. Le projet de basilique, porté jusque-là par une minorité, devient une entreprise populaire et diocésaine, s'inscrivant dans une tradition de vœux accomplis.
Par ailleurs, le cardinal Bonald, qui n'avait jamais été complètement acquis à la cause de la basilique, meurt cette même année, et est remplacé par Jacques Ginoulhiac, instigateur du vœu. Plusieurs propriétaires de terrains attenant au projet décèdent également en 1870. Enfin, en 1873, l'architecte de la ville de Lyon, Claude-Anthelme Benoit, assez hostile au projet, se retire à Cannes pour cause de maladie. Tous ces aléas décident brusquement de la construction prochaine de la basilique imaginée par Bossan. Celui-ci, voyant se réaliser son vœu alors que lui-même doit se retirer pour raisons de santé à La Ciotat, est effrayé de voir se réaliser un projet qu'il porte depuis trente années. Mais il a beau être loin du chantier, il en surveille avec fidélité l'exécution.

### La construction
Pierre Bossan exige de son suppléant Louis Sainte-Marie Perrin un rapport quotidien sur le chantier. Cette correspondance, conservée, permet aux historiens de connaître en détail l'avancement du chantier, ainsi que de nombreux éléments de conception ou de programmation.

#### Le financement
Les deux architectes partagent à parts égales une rémunération correspondant à 6 % des frais engagés dans le chantier. Cette somme correspond ainsi à 11 698 francs en 1873, 12 937 en 1879 et 6 391,08 en 1888. Les sculpteurs sur échafaudages touchent entre 40 et 90 centimes de l'heure.
Le financement est assuré en grande partie par une souscription populaire. Mais Paul Brac de la Perrière, chargé des tractations entre la Commission et Bossan, essaie de limiter le devis à un million et demi de francs. De son côté, Jacques Ginoulhiac fixe une limite à 1 800 000 francs maximum. Peine perdue, car le succès de la souscription initiale (800 000 francs reçus dès avant le vœu, grâce à l'activisme de Joannès Blanchon, puis 500 000 encore en 1872) incite les commanditaires à se montrer peu regardants vis-à-vis des dépassements d'honoraires. Néanmoins, le projet est diminué d'un vingtième dans toutes ses dimensions, ce qui en réduit le volume total de plus de 14 %. Le devis finalement présenté à l'archevêque s'élève à 1 720 000 francs. En 1896, à l'achèvement du chantier, la somme dépensée s'élève à plus de dix millions de francs, une partie du décor intérieur et extérieur restant encore à terminer,.

#### Les fondations et le choix des matériaux

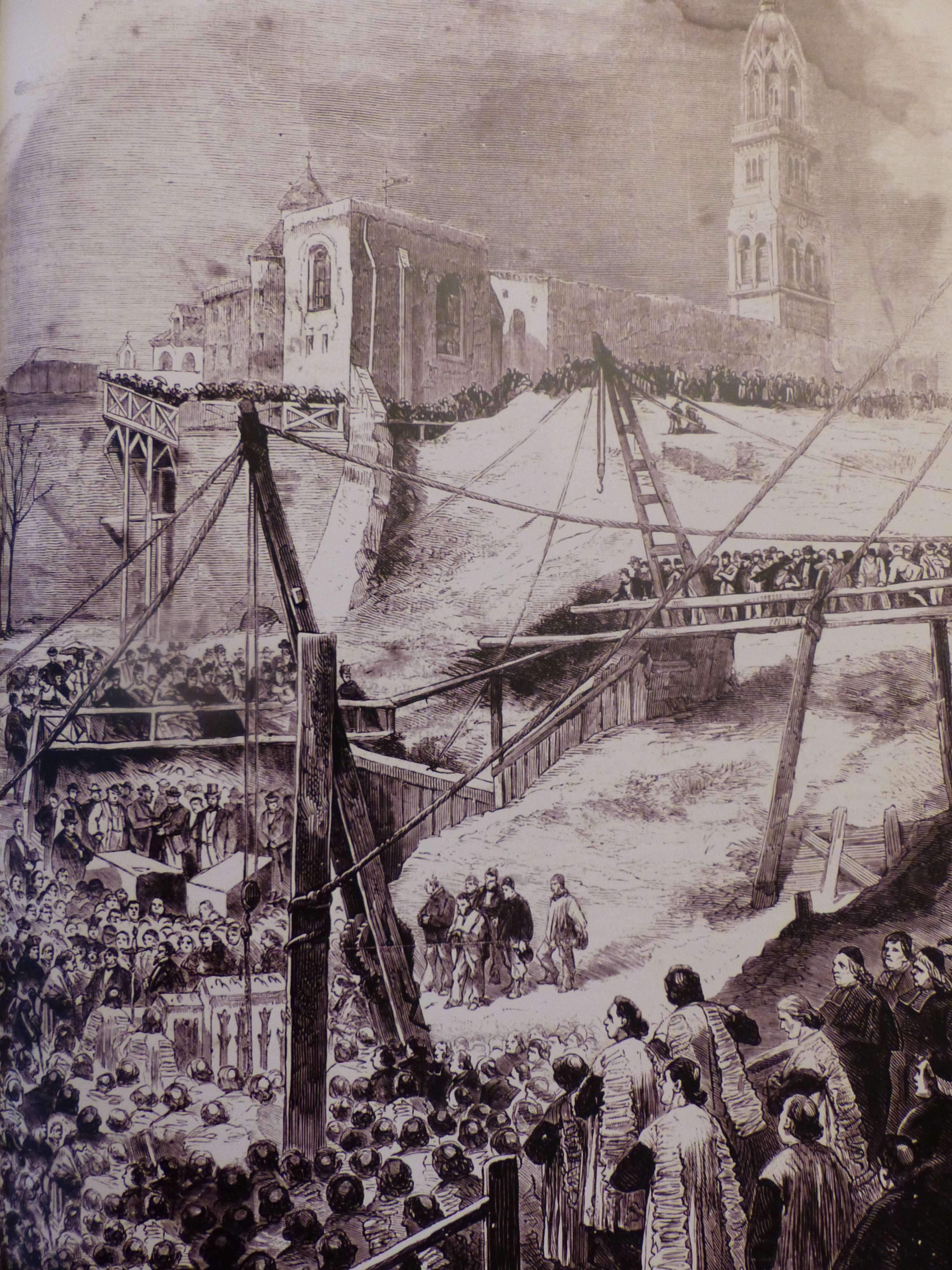
La pose de la première pierre de la basilique de Fourvière, le 7 décembre 1872 ; gravure publiée dans « La Semaine illustrée ».

Le plus gros problème technique des fondations est la piètre qualité du sous-sol. En préambule, l'instabilité des terrains est telle que la basilique projetée doit être reculée de trois mètres par rapport au projet initial, ce qui atténue l'effet de surplomb dont bénéficie l'édifice dans le ciel lyonnais (et d'autant moins que les proportions sont moindres que celles prévues à l'origine). Ensuite, le sous-sol est constitué de dépôts morainiques effectués par les glaciers alpins lors des glaciations quaternaires, posés sur un socle constitué d'argile sablonneuse, laquelle est striée de réseaux datant pour partie de l'Antiquité. Les réseaux souterrains sont pour partie voûtés, au moins jusqu'à une profondeur de dix-huit mètres, et des citernes sont créées pour drainer les eaux souterraines. La première pierre, que Joannès Blanchon, président de la Commission, a fait bénir par Pie IX en 1869, est posée au fond des fondations de vingt-deux mètres de profondeur le 8 novembre 1872. Vingt mètres de béton environ sont prévus pour soutenir les tours, huit mètres pour l'abside et quatre à cinq mètres pour le sol de la crypte.
Le sous-sol lyonnais, composé de gneiss et de granite, est de piètre qualité pour la construction. De même que les constructeurs antiques et médiévaux des monuments lyonnais, Bossan et Louis Sainte-Marie Perrin doivent choisir des matériaux venus d'ailleurs. La couleur des pierres, dans la symbolique architecturale, importe autant que leurs caractéristiques mécaniques.
Le choix du matériau utilisé pour les soubassements - qui constitue en volume le deuxième le plus utilisé - se porte sur des choins provenant de la carrière d'Hauteville-Lompnes car ceux-ci, de couleur blanche, rappellent la virginité de Marie. Le matériau le plus abondant (environ 5 000 m3) est celui utilisé pour la superstructure, du calcaire dit « pierre du Midi ». Également de couleur blanche, il se prête particulièrement à la sculpture. Enfin, environ 825 m3 de travertin (ou tuf) du Bugey sont utilisés pour construire les voûtes, mais sont invisibles, cachés sous les mosaïques.
Pour les piédestaux des colonnes, le granite local est utilisé. Les 58 colonnes extérieures elles-mêmes sont en granite ou en porphyre. Les seize colonnes soutenant la nef, après de nombreuses hésitations, sont réalisées dans le marbre bleu de la carrière de l'Étroit du Siaix. Elles mesurent vingt-sept mètres de hauteur,. Chacune des quatre colonnes soutenant la façade principale pèse quinze tonnes et a coûté 12 500 francs.

#### La superstructure

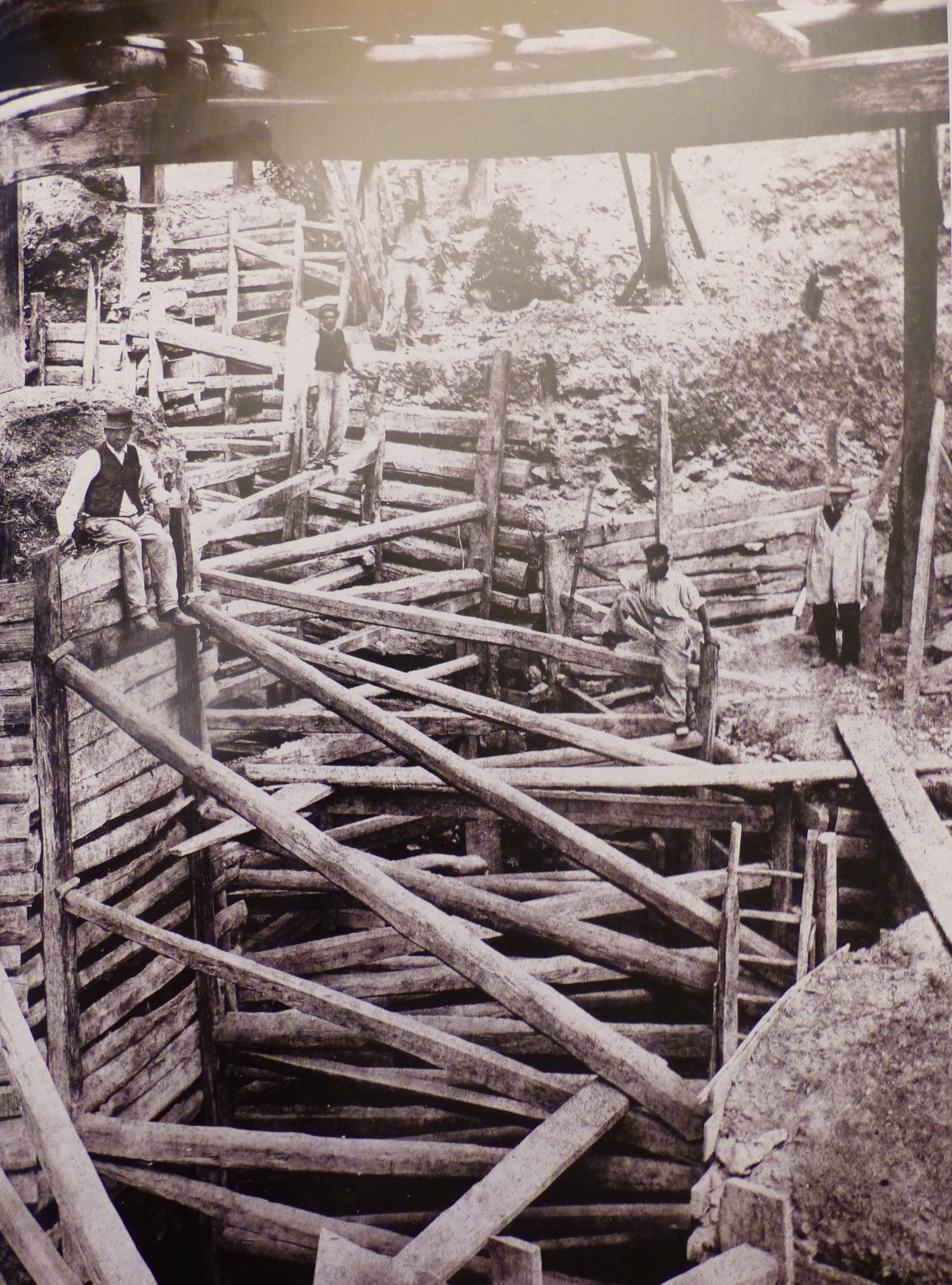
Boisage d'étaiement de l'abside.

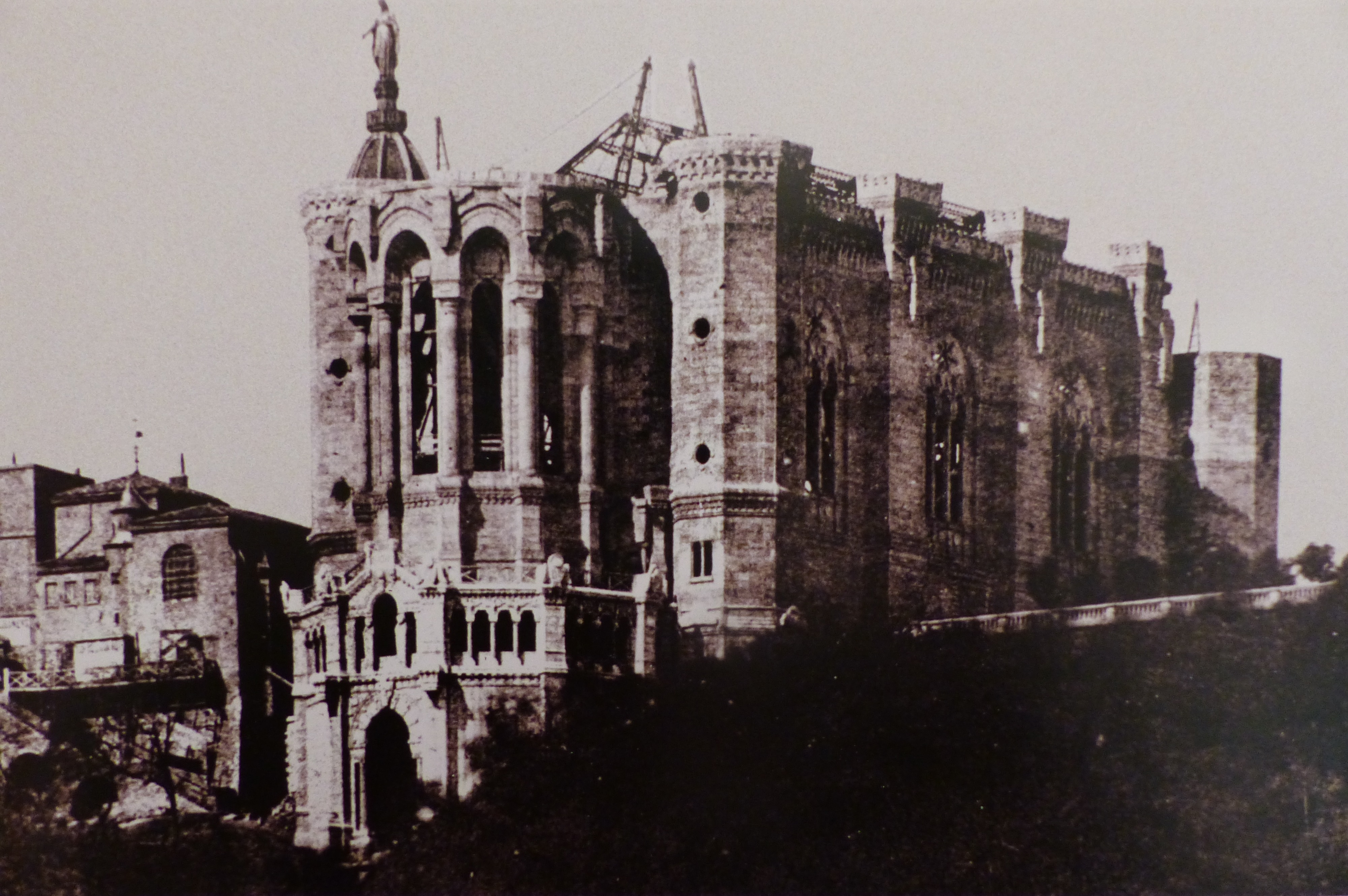
La basilique de Fourvière en cours de construction en 1875. Les murs sont terminés, la charpente métallique est en cours de pose.

La construction, comme au Moyen Âge, commence par l'édification du sanctuaire (chœur et abside). Cette primauté a des raisons liturgiques (rendre l'édifice disponible au culte le plus vite possible), mais aussi techniques, le chœur étant la seule partie de l'église qui ne soit pas posée sur le plateau même. Très rapidement, sur proposition de Joannès Blanchon, l'abside est dotée de ses deux galeries. La galerie inférieure, voûtée, est bordée par les verrières de l'église « basse » dite la « crypte », dédiée à Joseph ; la galerie supérieure est à l'air libre, et de plain-pied avec le chœur de l'église haute, mariale, « de l'ombre à la lumière ».
La charpente de l'église, initialement prévue en chêne, est remplacée dans le projet, dès 1874, par une charpente métallique, plus légère, et permettant l'installation d'une couverture en ardoise, moins chère que le métal (six francs au mètre carré, contre vingt-cinq). Les 1 650 ardoises sont commandées sur mesure à Ardoisières de Trélazé à Angers. Carrées, elles mesurent 1,05 mètre de côté. Le faîte est réalisé en pierre de Volvic, sculptée en « dentelures légères » par Joannis Rey (1850–1919).
L'installation de la statue de l'archange Michel au sommet de la basilique provoque une nouvelle vague de critiques. Dans l'esprit de Pierre Bossan, « l'archange est une figure de la Sainte Vierge ». Mais il faut reconnaître que l'architecte, obnubilé par sa basilique, ne tient que peu compte de la chapelle préexistante et de la statue de la Vierge. Or, les Lyonnais sont dans leur ensemble très attachés à la statue et au culte de Marie. Les reproches adressés à la statue de saint Michel sont légion. Les plus acerbes (qui restent anonymes) estiment que « cette idée ne vient et ne peut venir que d'une suggestion maçonnique heureuse de détrôner Marie, en plus la vedette est donnée à Satan, fier de dominer par sa hideuse figure ». Une caricature du 13 mai 1882 montre Guignol expliquant à Gnafron qu'il faut détruire « cette pièce montée que nous bouchait la Mariette » ; la nouvelle église est encore qualifiée de « mât de cocagne » dans La Décentralisation du 6 juillet 1881. Le reproche commun est donc que l'édifice ravit la première place à Marie en mettant à sa place une figure qui ne fait pas partie de la dévotion populaire lyonnaise. Le Courrier de Lyon estime même que « la pensée de l'architecte est de démolir [l'ancien édifice et la statue], on y arrivera ».
À l'écoute de ces critiques, plusieurs Lyonnais soutenant le projet proposent des accommodements : Joannès Blanchon suggère l'édification d'une grande colonne supportant la Vierge de Joseph-Hugues Fabisch ; l'archevêque Louis-Marie Caverot propose la construction, à la jonction des deux sanctuaires, d'une autre tour (dont le prix est estimé à 200 000 francs). Bossan refuse tout net, en reconnaissant que ce refus est dû pour partie à une fierté personnelle : « C'est avouer que nous n'y avons pas pensé et nous condamner en défaisant à grands frais ce que nous avons nous-mêmes fait ». Il propose à nouveau des solutions de raccord (création d'un clocher situé au nord, sur une chapelle dédiée au Sacré-Cœur, remaniement du clocher de Duboys, construction d'un campanile) dont aucune n'est réalisée.
En 1884, Louis-Marie Caverot, nommé huit ans plus tôt à l'archevêché de Lyon, se rend compte de l'ampleur du programme iconographique de Pierre Bossan, et surtout des implications théologiques et liturgiques qui résulteraient de l'adoption de l'intégralité de ce programme, presque exclusivement tourné vers Marie au détriment de Jésus. Le 20 septembre 1884, il nomme l'abbé Jacquier, liturgiste expert, à la tête d'une commission chargée de négocier avec les deux architectes. Si les négociations avec Louis Sainte-Marie Perrin sont assez fructueuses, Bossan se montre inflexible. Le principal problème concerne la dénomination des autels, qui ne devrait pas relever de l'architecte ; plus secondairement, les liturgistes trouvent problématique la dédicace des chapelles aux mystères plutôt qu'aux saints, ainsi que la préférence accordée à certains épisodes de la vie de Jésus et exploités par les jansénistes. Tout s'arrange finalement. D'une part, une filiation est établie entre le cycle marial des autels de Fourvière et ceux de Sainte-Marie-Majeure ou de Minerve. D'autre part, l'archevêque fait appel au pape Léon XIII, et celui-ci permet un règlement diplomatique de la crise.

### L'inauguration et l'inachèvement

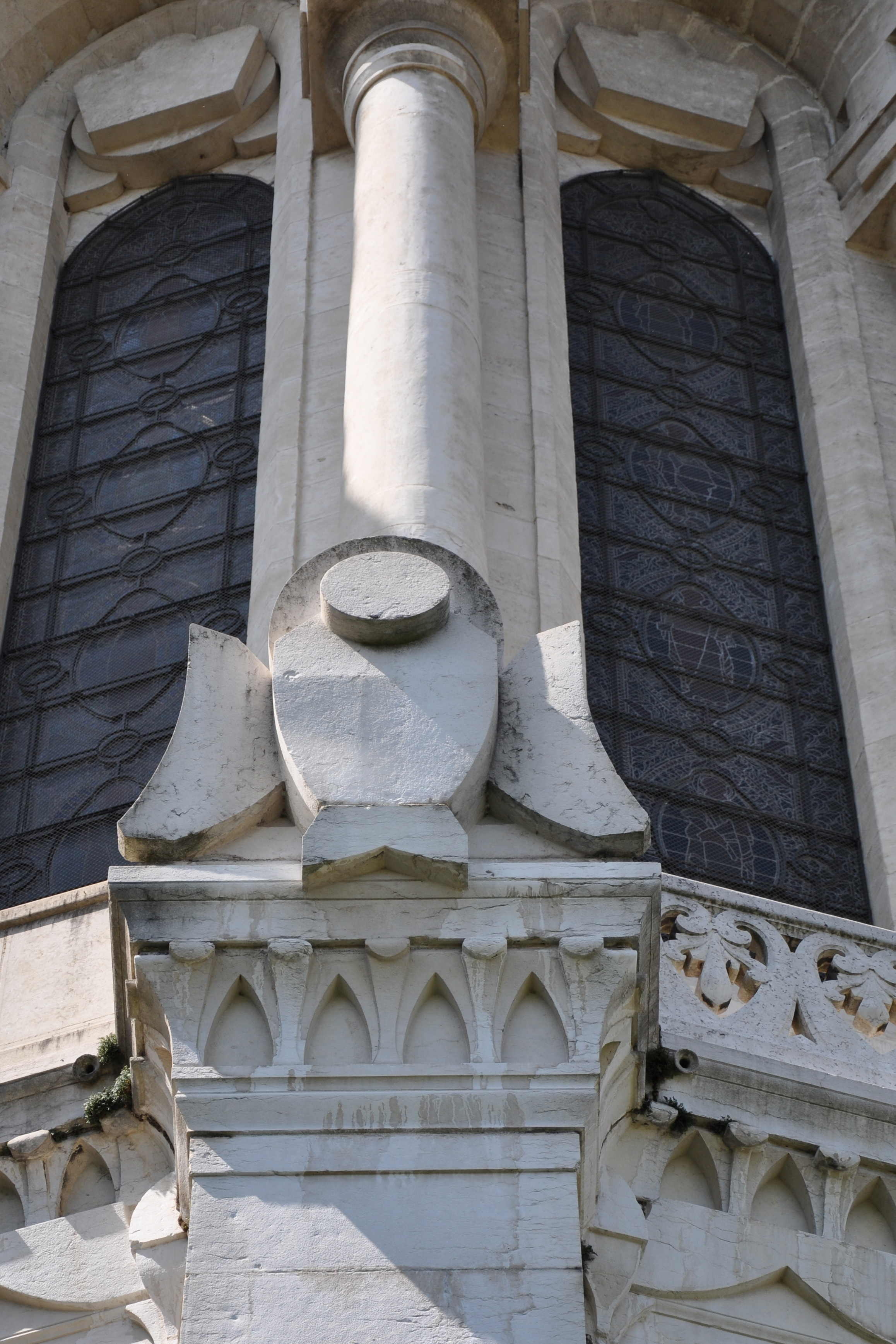
Une des statues prévues par Pierre Bossan, et non réalisée : une colombe, figurant le Saint-Esprit, au-dessus de la porte des Lions, au niveau de l'abside.

Le 16 juin 1896, l'édifice est consacré en tant qu'église. Le seul membre encore vivant de la Commission de 1853, Joannès Blanchon, est présent. Le 16 mars 1897, Léon XIII érige Notre-Dame de Fourvière en basilique mineure.
Pour autant, la basilique est encore inachevée, en particulier en ce qui concerne l'ambitieux programme iconographique rêvé par Pierre Bossan. Ainsi, à de nombreux emplacements (clefs de voûte, encorbellements, etc.), les blocs bruts ont été posés, mais ne sont pas sculptés. Quant aux mosaïques figurant les hérésies, situées au pied de l'autel principal de l'église haute, elles sont terminées en hâte la nuit précédant l'inauguration.
En 1920, Jean-Baptiste Larrivé propose pour l'église haute un projet de chaire décorée de personnages vêtus de costumes contemporains. Cependant, la commission de Fourvière refuse ce projet et le sculpteur doit présenter en 1924 un nouveau programme.

### Travaux de restauration

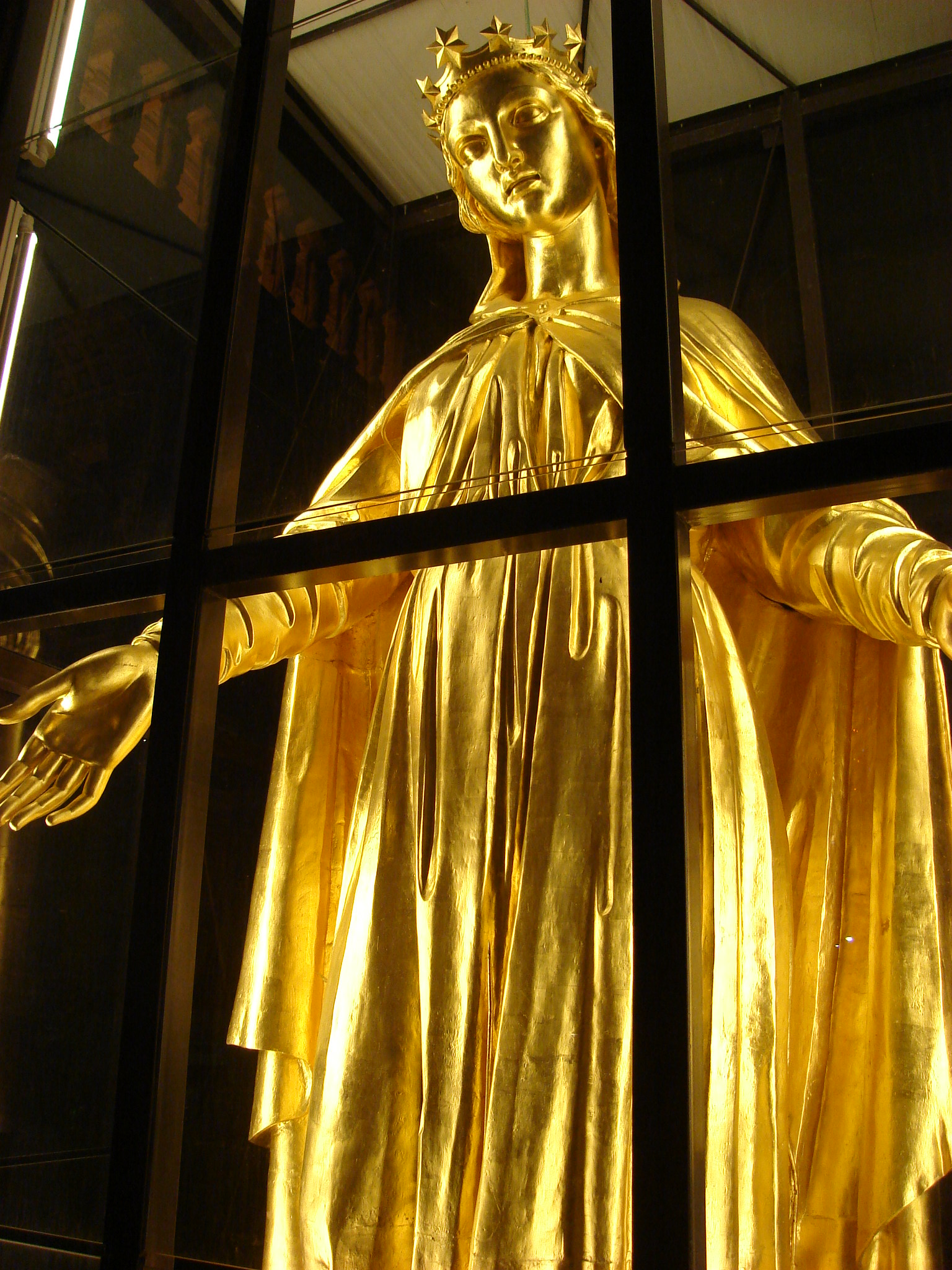
La statue de Marie descendue du clocher durant les travaux de 2008.

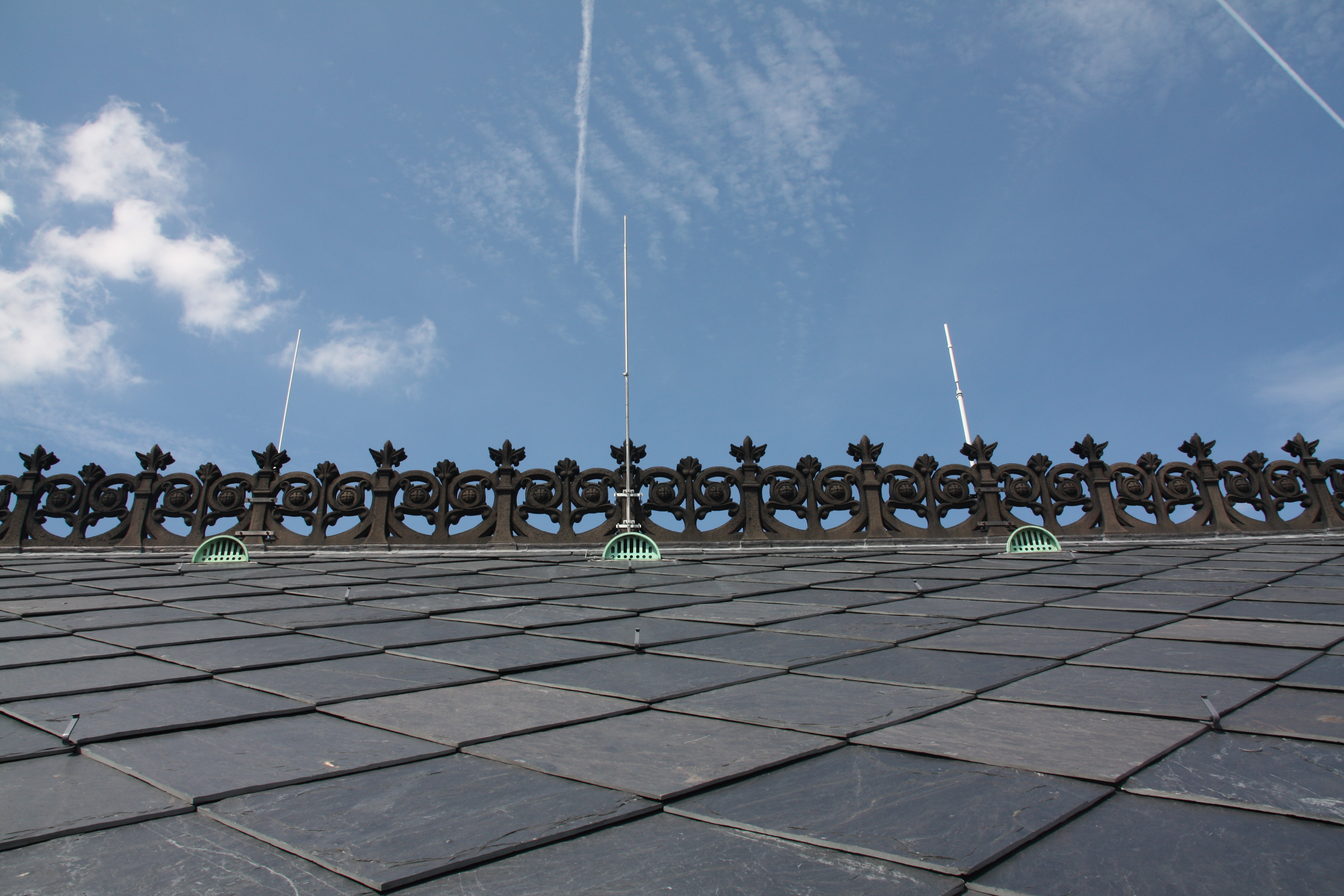
Les nouvelles ardoises de la couverture.

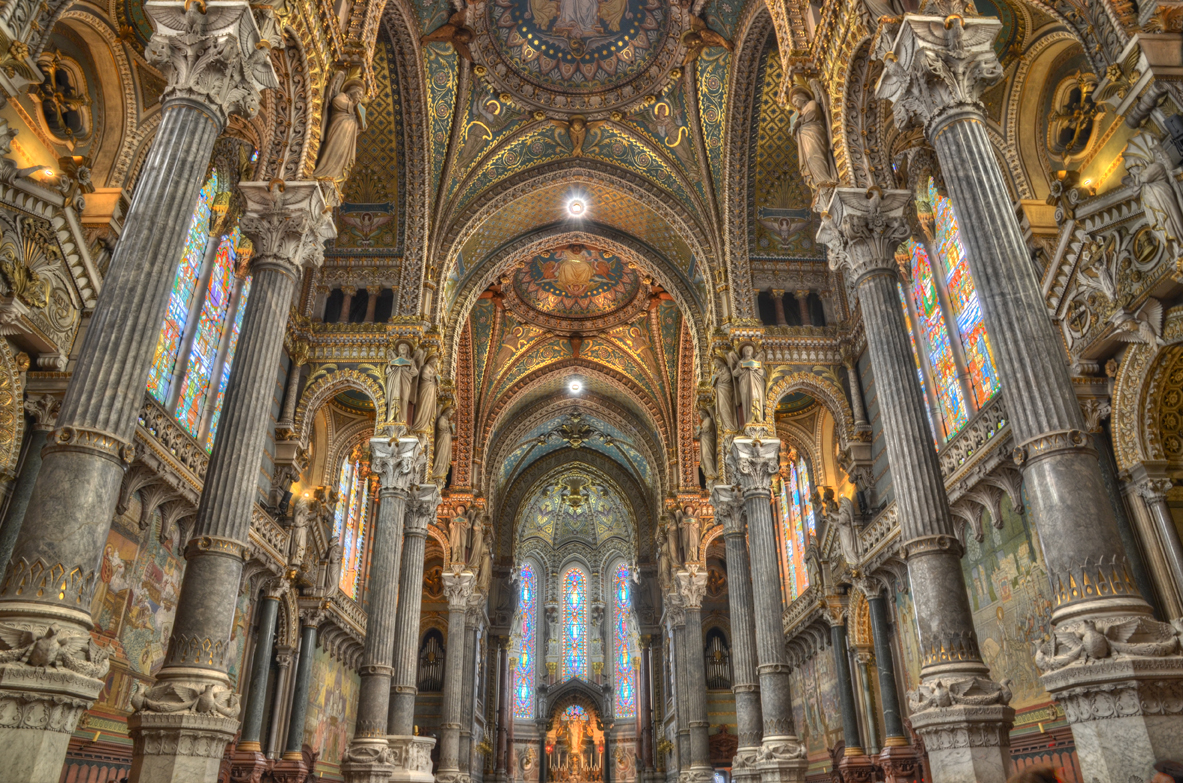
La nef de l'église restaurée et éclairée par les nouveaux lustres.

Dès 1913, Louis Sainte-Marie Perrin constate que les maçonneries de l'édifice jouent. Ce diagnostic est confirmé en 1919 quand l'architecte d'exécution fait venir un ingénieur sur place. Mais ces premières constatations ne sont pas suivies de travaux. La basilique attend près d'un siècle avant que des chutes de tesselles des mosaïques des voûtes ainsi que l'état général du fronton ne justifient le lancement de travaux d'urgence, en novembre 2006.
La tour-lanterne supportant la statue de Marie, elle aussi identifiée dès 1923 comme fragile, est immédiatement consolidée par des nervures de béton armé, sous la maîtrise d'œuvre de Sainte-Marie Perrin et de l'ingénieur Mauvernay. Mais l'état de la tour est néanmoins mauvais en 2006 : les nervures de béton sont fissurées, celles de métal oxydées, l'intrados de la coupole s'effrite et l'escalier est fendu. Ces dégradations sont à mettre sur le compte du vieillissement des structures, qui s'est accéléré notamment sous l'effet de la tempête Martin. Sur le conseil de l'ingénieur Bernard Babinot, la statue de bronze, qui avait été dorée en 1991, est déposée sur le parvis du 27 mai au 20 novembre 2008, le temps de renforcer les structures, remplacer les pierres dégradées du clocher (balcons, cordons, corniches, appuis de baies), protéger les éléments saillants sous des couvertines de plomb, nettoyer les façades, renouveler les menuiseries et serrureries et de disposer un nouvel éclairage. Entre-temps, la statue déposée, protégée sous un abri de verre, fait également l'objet d'une restauration : remplacement des boulons et des garde-corps, et renforcement du socle.
Les premières restaurations d'ampleur sur la basilique elle-même concernent le clocher nord-est, dit tour de la Prudence, ou de l'Observatoire. Cette tour qui abrite une table d'orientation à destination du public, est structurée par une armature métallique assurant la reprise des charges des dalles vers les murs porteurs. Ces poutres s'oxydent lentement jusque vers la fin du XXe siècle, quand une reprise d'étanchéité les confine brusquement, accélérant leur détérioration. D'autre part, l'utilisation des flèches de l'édifice comme antennes depuis 1990 avait créé un défaut d'étanchéité qui avait amené une oxydation de l'escalier, également métallique. En 2006, l'accès à la tour est interdit. Le chantier n'est lancé qu'en 2009, le temps d'analyser les causes des altérations et de prévoir les travaux nécessaires. Un échafaudage suspendu est accroché à la tour ; la charpente d'origine est entièrement déposée et remplacée ; une ventilation naturelle est créée pour éviter l'accumulation d'humidité. Les décors dégradés sont restaurés et les équipements touristiques, mieux mis en valeur.
La préoccupation suivante concerne l'étanchéité des ardoises formant la couverture, qui provoque dès 1913 « un retrait du côté sud des fers de la toiture » (Louis Sainte-Marie Perrin). Lors de la constatation des premiers dégâts, une surveillance est menée, mais sans inquiétude particulière. Des cornières sont mises en place pour renforcer les chevrons, mais le disjointement va s'aggravant en 1919 et 1931, provoquant des fissures. En 2007, le constat effectué montre un grave défaut d'étanchéité qui entraîne la présence d'eau jusque sur les voûtes, fissurant ces dernières. La cause des dégradations est double : d'une part les ardoises, de couleur noire, accumulent une quantité énorme de chaleur, surchauffant les combles de l'édifice le jour et augmentant ainsi la dilatation de la charpente. D'autre part, les ardoises sont trop petites et le recouvrement est insuffisant pour constituer une couverture étanche. Les gisements de Trélazé n'étant plus opérationnels, il est fait appel à ceux d'Ortigueira, en Galice, qui fournissent des ardoises mesurant 1,15 × 1,15 m2, désormais suffisantes pour empêcher les infiltrations.
L'état général de la statue de l'archange saint Michel est ensuite examiné en 2010. L'aspect extérieur ne révèle aucune dégradation particulière, mais une endoscopie de la statue montre une corrosion galvanique du mât central en acier au point de contact en cuivre et fer. Un isolant à base de phosphates est pulvérisé, puis une peinture époxydique appliquée sur les éléments métalliques pour empêcher le contact.
Enfin, les diverses infiltrations ont endommagé ou sali les décors des voûtes de la basilique. Un diagnostic général est entrepris en 2008, révélant que les dilatations de la charpente métallique ont fait travailler les voûtes, créant des fissures ; les mosaïques ont subi des décollements, des altérations des mortiers, etc. La présence d'eau n'a fait qu'aggraver le tout, salissant et noircissant les décors.
Pour mener à bien le chantier de restauration des décors, un plancher surélevé est installé à seize mètres de hauteur dans l'église supérieure ; cette structure pèse environ cent cinquante tonnes. L'équipe de mosaïstes de Michel Patrizio y œuvre durant toute l'année 2012. Le travail commence par une auscultation cartographique de l'ensemble de la surface. Les travaux intérieurs sont ensuite effectués en deux temps. Une consolidation d'urgence est d'abord menée, incluant un colmatage des fissures par injection de coulis de chaux. L'injection est effectuée à la seringue sous la mosaïque ou le mortier. Dans un second temps, une réfection complète des décors est entreprise. Ceux-ci ont été initialement accrochés par des clous de fer, qui ont rouillé. Les zones trop endommagées sont entièrement décollées et déposées sur une toile. L'envers de la mosaïque peut alors être traité, puis le décor restauré est reposé. La présence du plancher surélevé, complété par des échafaudages mobiles, permet de traiter au passage les autres éléments de décors, en particulier les statues noircies, initialement peintes à la bronzine, et dorées à la feuille durant les restaurations,.
À cette occasion, la mise en valeur de l'intérieur de l'édifice par l'éclairage est entièrement revu. Il n'avait jamais fait l'objet d'une conception, Pierre Bossan étant mort avant l'application industrielle de l'électricité. Une longue étude est donc menée en 2013, aboutissant à l'implantation de six lustres seulement (deux par travée). Cela permet de réunir des sources multiples (vingt-neuf sources de type LED dans chaque équipement) en un nombre minimal de points, de limiter la longueur de câble déployée, d'éviter tout percement supplémentaire dans les voûtes, enfin, d'optimiser la maintenance. Ces lustres en laiton pèsent 490 kilogrammes et nécessitent deux cent cinquante heures de travail chacun ; leur système de relevage est motorisé. Leur apparence a fait l'objet d'une étude particulière, pour les faire ressembler aux lustres anciens,.
L'ensemble des travaux durant de 2006 à 2013 est estimé à 7,6 millions d'euros, financés à 59 % par les collectivités (État, ville de Lyon, conseil départemental du Rhône et DRAC Rhône-Alpes), le reste l'étant par les dons des fidèles. Sur cette somme, 5,2 millions d'euros sont alloués à la basilique, le reste à son environnement (chapelle Saint-Thomas, statue, abords).
En 2023, il est diagnostiqué un mauvais état des tours, d'où un appel aux dons pour un projet de restauration.

## Protection
La basilique appartient au périmètre du Vieux Lyon inscrit au patrimoine mondial de l'UNESCO en 1998.
Outre ce statut qui ne lui est pas spécifique, la basilique est classée monument historique le 25 mars 2014. Ce classement concerne tout l'édifice de la basilique en totalité, mais aussi : la chapelle Saint-Thomas et les bâtiments intermédiaires ; les façades et les toitures de l'ancienne tour de l'observatoire astronomique, de la maison abritant le musée ainsi que sa cour et son ancienne chapelle en totalité ; le parvis et l'esplanade, avec leur clôture et tous leurs éléments maçonnés, les façades et toitures de la maison des Chapelains (sauf restaurant) ; enfin le jardin du Rosaire en totalité.

### Statut particulier
La basilique de Fourvière jouit d'un statut particulier parmi les édifices religieux français. Lors de sa construction, sa singularité est de ne pas être propriété ecclésiale, mais propriété de tous ses donateurs, à travers la Commission de Fourvière. Symboliquement, la basilique appartient ainsi à tous les Lyonnais. La mise en avant du rôle des laïcs dans l'Église catholique est ainsi proposée dès le milieu du XIXe siècle, et un siècle avant le concile Vatican II, qui insistera particulièrement sur ce point, notamment par la publication de la constitution apostolique Lumen Gentium. Le paradoxe est que cette modernité théologique est proposée par les membres de la Commission de Fourvière, qui sont plutôt à situer dans le courant du catholicisme intransigeant.
Au tournant du XXe siècle, juste avant la promulgation de la loi de séparation des Églises et de l'État, le maire de Lyon Jean-Victor Augagneur, très anticlérical, souhaite faire fermer Fourvière, appuyé par son conseil municipal « cette citadelle de la superstition et de l'exploitation religieuse ».
La fédération de la libre-pensée estime en 2011 que les subventions accordées par la ville de Lyon, subventions visant à financer la construction d'un ascenseur facilitant l'accès de l'édifice aux personnes à mobilité réduite, sont injustifiées. Elle juge en effet que l'ascenseur, tout en ne faisant pas « en tant que tel » l'objet d'un usage cultuel, est « en rapport avec » l'édifice du culte. Par une décision du 19 juillet 2011, le Conseil d'État a estimé que cette subvention ne faisait pas obstacle au respect des principes d'égalité et de neutralité à l'égard des cultes. Le juge administratif a fondé sa décision sur l'intérêt public local, l'importance de l'édifice pour le rayonnement culturel et le développement touristique et économique du territoire,. Si l'équipement profite aux fidèles venant assister au culte, il n'est toutefois pas consacré à cette seule population et sert également les intérêts touristiques.

## Architecture

### Extérieur

#### Les tours
La particularité la plus visible de la basilique de Fourvière est d'être dotée de quatre tours d'angle : deux en façade et deux au droit du début du chœur. Ces tours, hautes de quarante-huit mètres (soit quatre de plus que celles de la primatiale), sont légèrement évasées à leur sommet. Cette recherche architecturale de Pierre Bossan a été très commentée par ses contemporains. Les admirateurs de cette architecture en ont recherché l'origine (voir paragraphe ci-dessous) ; quant à ses contempteurs, ils raillent « l'éléphant renversé ». D'autre part, leur forme octogonale les rend moins résistantes aux vibrations engendrées par les sonneries des cloches ; enfin, les sacristies aménagées au pied de ces tours sont notoirement insuffisantes face aux besoins énormes d'un tel centre de pèlerinage.
Les tours sont nommées selon les quatre vertus cardinales : sur la façade occidentale, la tour nord-ouest représente la Force, la tour sud-ouest la Justice ; sur le côté est qui regarde Lyon, la tour nord représente la Prudence, et la tour sud, la Tempérance.
L'inspiration architecturale que Bossan pourrait avoir suivie pour la conception de ces tours fait encore débat aujourd'hui. Paul Abadie, concepteur de la basilique du Sacré-Cœur de Montmartre, déclare à leur sujet que « ces tours arabes ne sont pas là à leur place ». La critique architecturale a traditionnellement vu dans les tours de Fourvière une inspiration sicilienne, puisée dans l'architecture arabo-normande, que Bossan a découverte durant son séjour à Palerme et dans le reste de l'île entre 1848 et 1850. En particulier, Bossan se serait inspiré de la cathédrale de Palerme, de celle de Cefalù, et, plus encore, de la chapelle palatine du palais des Normands. Cette affirmation, lancée dès 1870, trouve un écho par exemple dans les écrits d'André Hallays, qui écrit en 1900, à propos de Fourvière : « C'est de l'architecture palermitaine ».
Néanmoins, dès la fin du XIXe siècle, cette filiation est remise en doute. Lucien Bégule, par exemple, qui a visité deux fois la Sicile, ne voit pour sa part qu'une vague ressemblance entre le porche de l'édifice lyonnais et le portail latéral de la cathédrale palermitaine. Pour Philippe Dufieux, spécialiste de l'architecture de Bossan, le caractère « sicilien » de la basilique de Fourvière est contestable, ou du moins non unique. Mais il s'étonne qu'aucun critique n'ait fait le rapprochement - beaucoup plus pertinent à son sens - entre l'œuvre de Bossan et l'église Annunziata dei Catalani de Messine, notamment en ce qui concerne l'abside. Quoi qu'il en soit, selon Dufieux, l'inspiration architecturale première serait bien plus orientaliste que sicilienne. Il en tient pour preuve l'utilisation systématique de l'arc en tiers-point. De son point de vue, il faudrait plutôt rapprocher, d'un point de vue architectural, les tours de Fourvière des minarets musulmans ; en particulier, il cite comme potentielle source d'inspiration la mosquée Ketchaoua d'Alger, qui à cette époque avait été consacrée comme édifice de culte catholique, sous le nom de « cathédrale Saint-Philippe ».
Dans deux des croix au sommet des tours de la Basilique sont implantés des émetteurs FM exploités par TDF et Towercast.

#### La statue de saint Michel

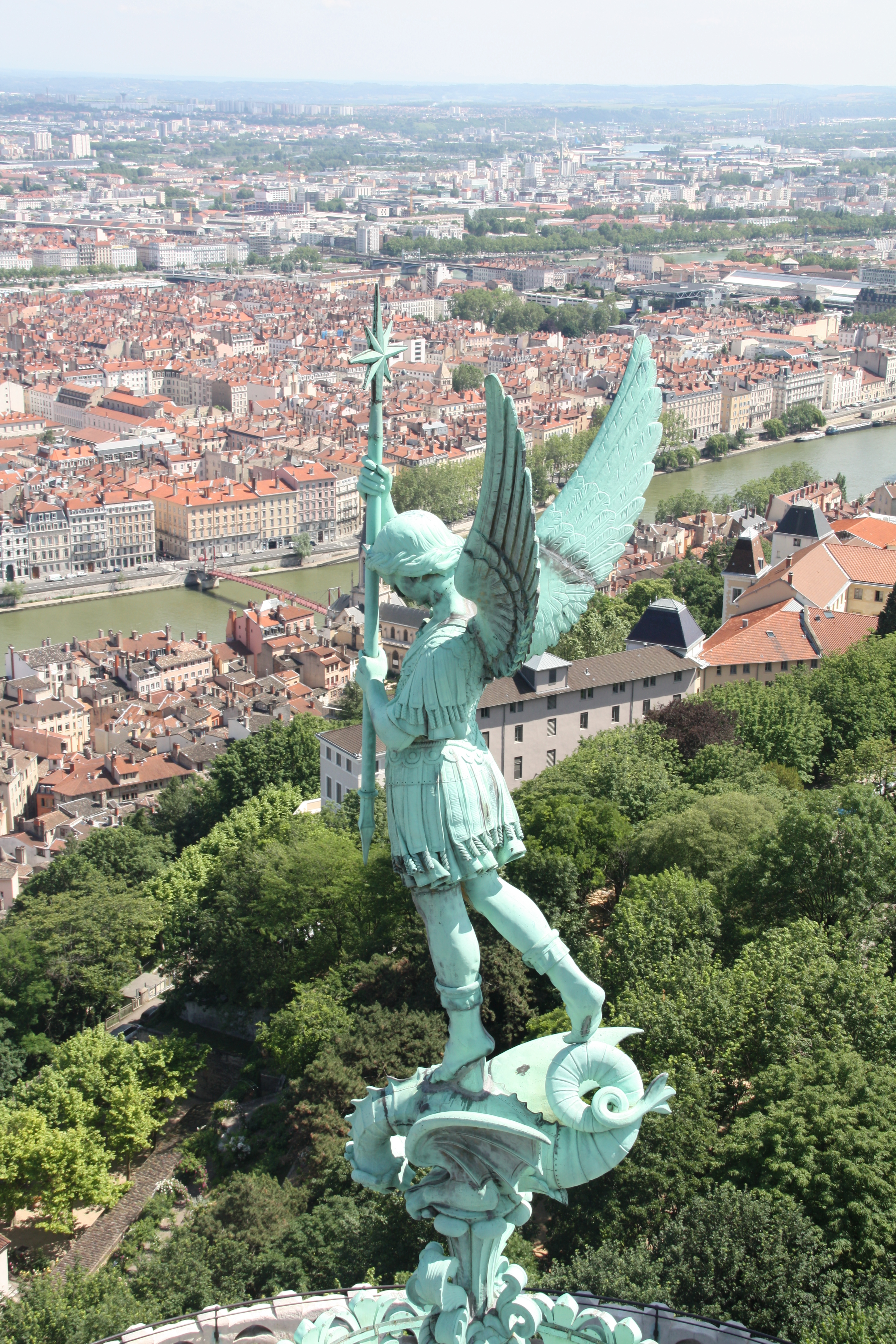
La statue de l'archange Michel vue de la tour de l'observatoire en 2012.

L'abside est couronnée d'une statue de l'archange Michel sculptée par Paul-Émile Millefaut et installée en 1885. Ce dernier estime le devis entre douze et quatorze mille francs, mais travaille sur le modèle de plâtre sans aucune avance. Il semble que les différentes maquettes, réalisées à plusieurs échelles différentes, soient toutes passées à La Ciotat, ce qui montre que Bossan s'impliquait fortement dans l'apparence de la statue qui couronnerait son œuvre. La statue définitive est réalisée par les ateliers Gayet-Gauthier, qui ont également coulé la statue de la Liberté. Dans l'iconographie imaginée par Bossan, Michel dominait les autres archanges par son rôle dans la lutte entre le Bien et le Mal. Par ailleurs, la figure de l'archange avait acquis au cours du XIXe siècle une signification politique, surtout dans les milieux légitimistes, au point que Henri d'Artois aurait souhaité souscrire à l'édification de cette statue. Cette statue a sa réplique exacte située au clocher de l'église Saint-Michel de Saint-Michel-Mont-Mercure. Initialement fabriquée pour l'exposition universelle de 1889, elle est rachetée en 1897 au prix de 4 400 francs (contre 34 000 pour l'originale de Fourvière) et installée au sommet de l'église vendéenne,.
La représentation de l'archange comme « figure mariale » n'est pas une invention de Pierre Bossan mais une reprise des visions mystiques de María de Ágreda, religieuse espagnole du XVIIe siècle. Celle-ci a reçu des visions qui ont forgé chez elle une « mariologie maximale » assez mal reçue dans le canon théologique catholique, mais que Bossan approuve. Dans ces visions, Marie est par exemple assimilée à la « Sagesse » divine décrite au chapitre 8 du Livre des Proverbes ainsi qu'au chapitre 24 du Siracide. Bossan affirme ne s'être inspiré de personne pour sa théologie iconographique, mais la présence des œuvres complètes de María de Ágreda incite à croire le contraire. Par contre, il est fort possible que les écrits de la religieuse espagnole ne soient pas les seules sources d'inspiration de l'architecte, lequel semble s'appuyer entre autres sur l'abbé Martigny et son Dictionnaire des antiquités chrétiennes ; Nicolas Henri de Grimouard et son Manuel de l'art chrétien, etc.
En 2013, les réparations menées sur la statue ont révélé qu'à une date inconnue, celle-ci avait été la cible d'un coup de feu qui lui a percé le bras gauche.

### La façade occidentale

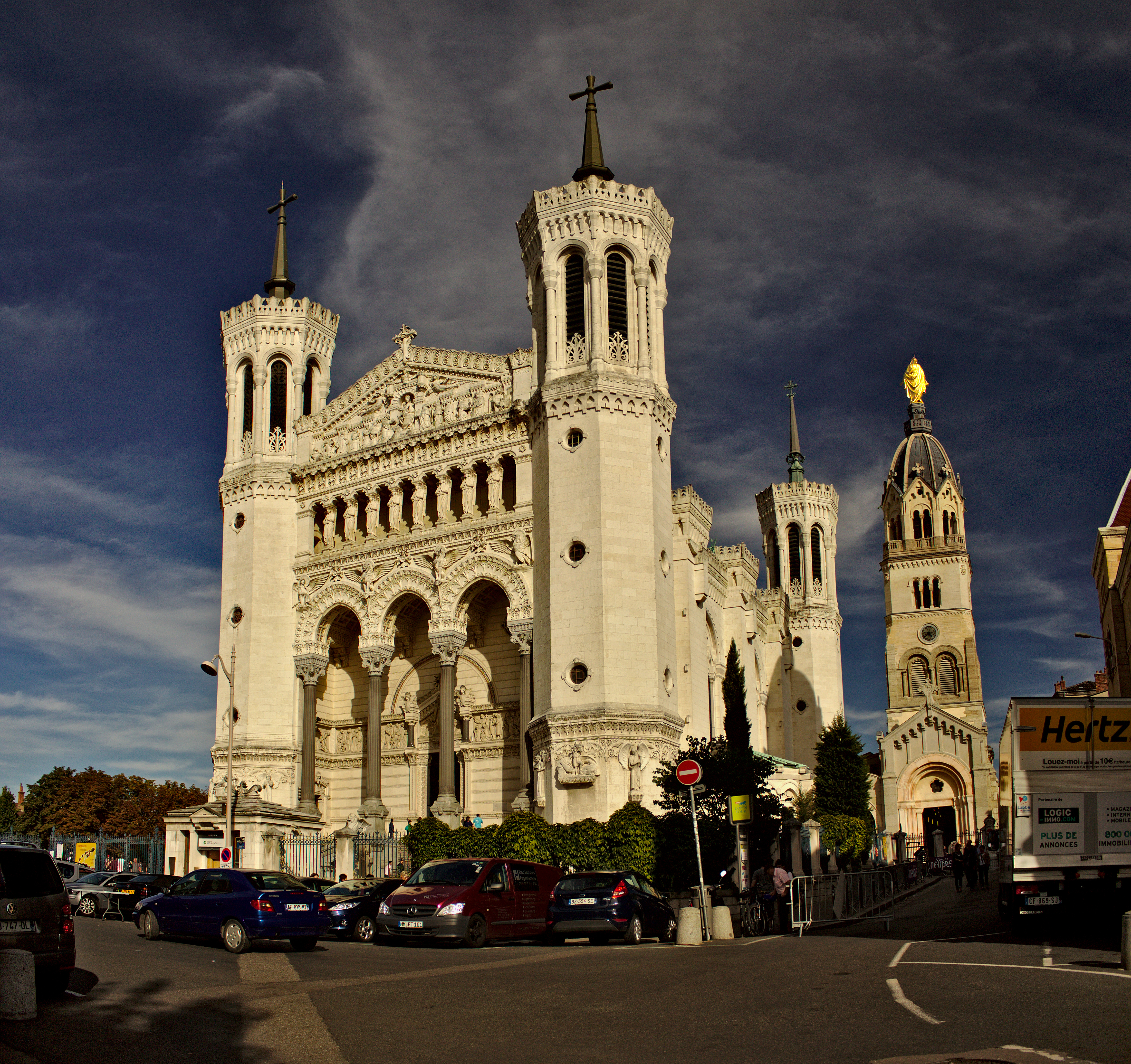
La façade occidentale.

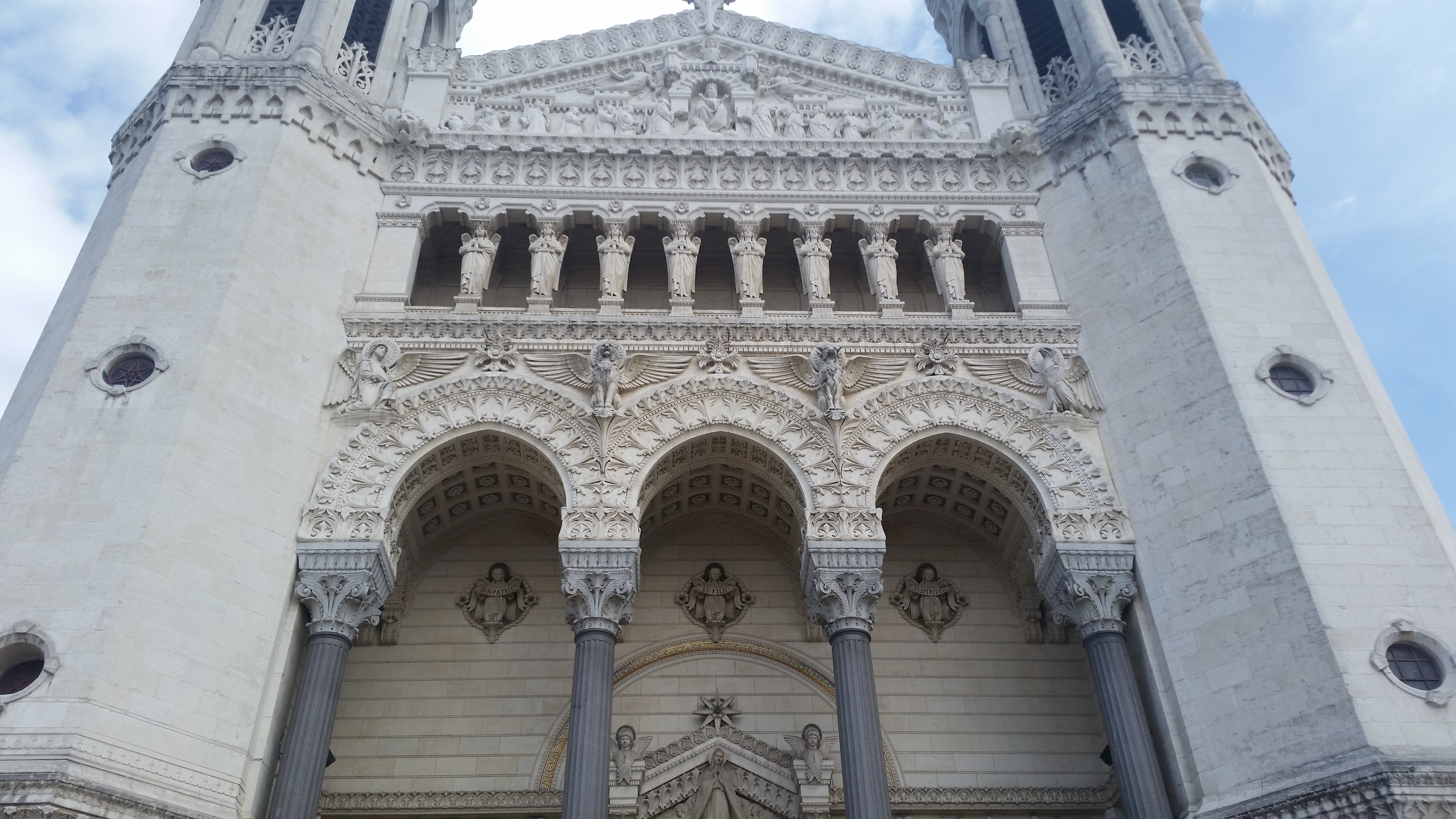
Fronton de la Basilique.

La façade occidentale est encadrée par les deux tours de la Force (au nord, symbolisée par la représentation de la lutte de Jacob avec l'ange) et de la Justice (au sud, et sur laquelle celle-ci est figurée par le jugement de Salomon). L'ornementation de la frise et du pied des tours contraste fortement avec la nudité des autres murs. Celle-ci n'est que partiellement recherchée ; les tours auraient dû, d'après les aquarelles peintes par Frédéric Giniez, être ornées de bracelets horizontaux ciselés, à distance régulière. L'église haute est précédée d'un porche d'une dizaine de mètres de profondeur, surmonté de la frise sous laquelle un étroit couloir est aménagé. 
Les supports du fronton sont sculptés en anges cariatides par Paul-Émile Millefaut entre 1892 et 1894. Pour éviter la déformation des figures du fronton à cause de la perspective, celui-ci a été surélevé, ce qui a amené en conséquence un alourdissement ; le poids très important de la partie supérieure a incité à la réalisation de tests d'écrasement, qui se sont avérés salutaires. Un changement de matériau a été préconisé en conséquence et recommandation a été faite à Millefaut de ne procéder qu'au minimum de retrait de matière. La frise elle-même représente le vœu des Échevins de 1643, et les notables lyonnais agenouillés devant la Vierge à l'Enfant qui occupe le centre de la composition, surmontée de trois anges.

### L'intérieur de l'église basse

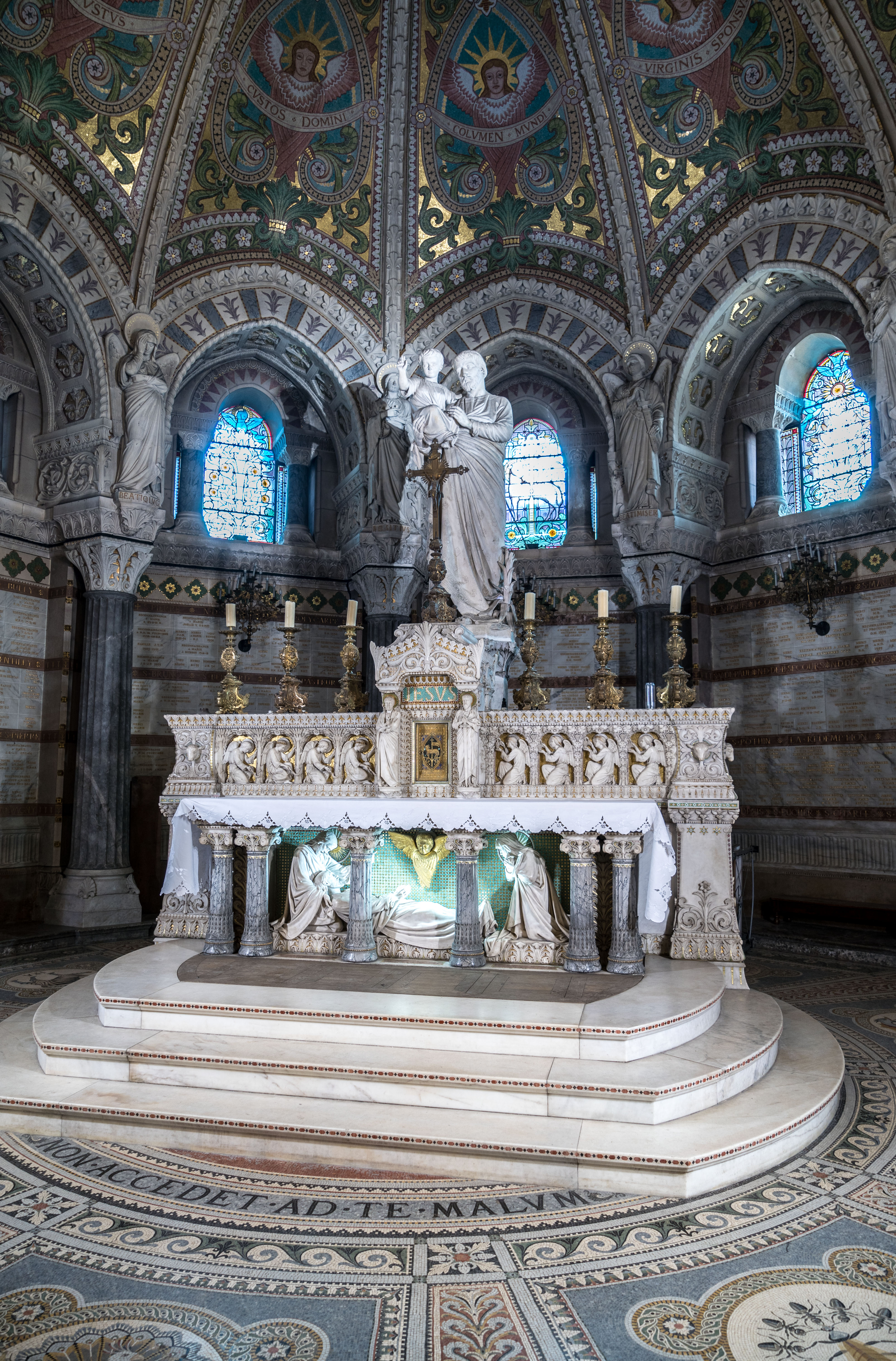
Abside de l'église basse.

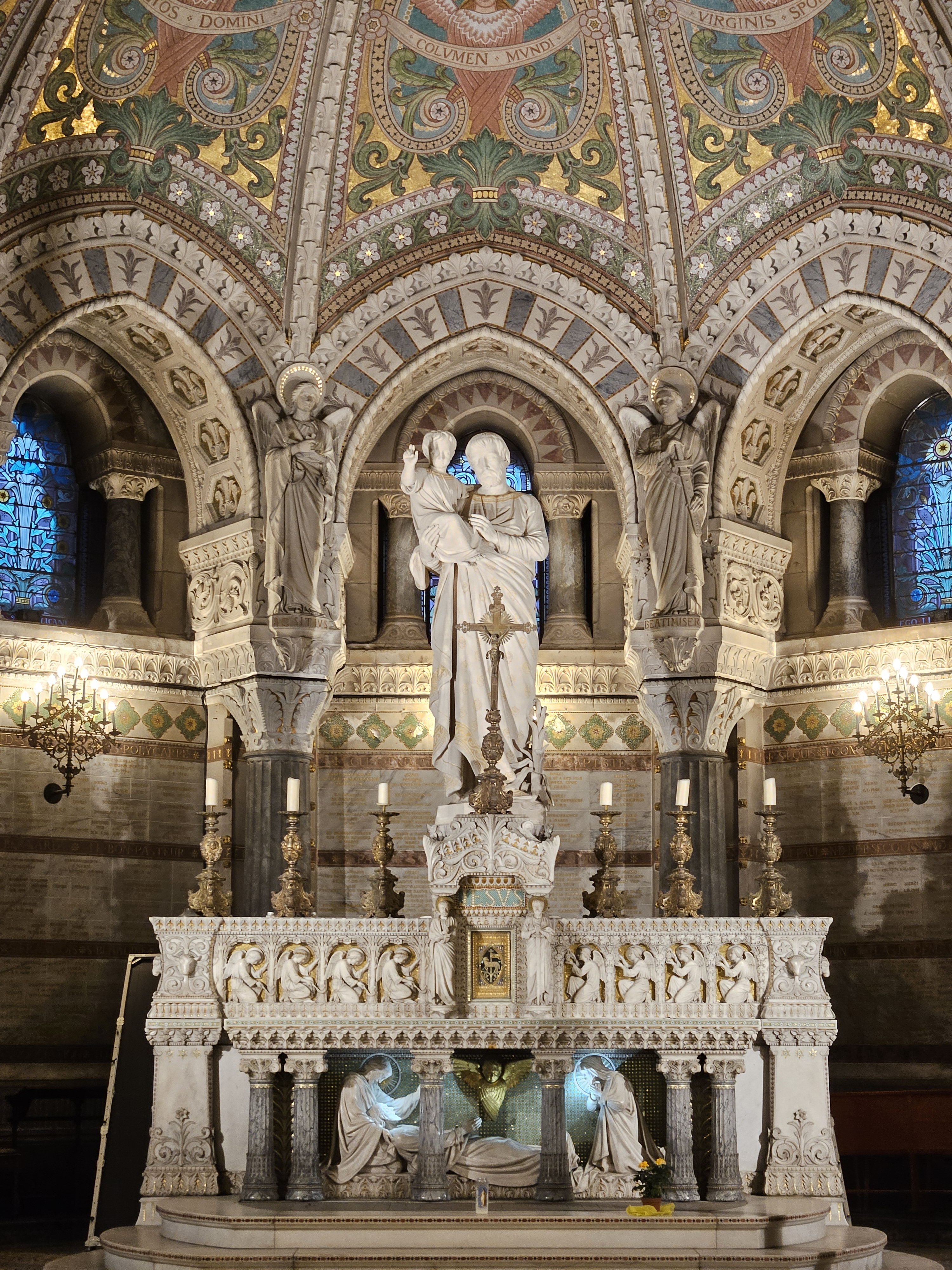
Autel de saint Joseph.

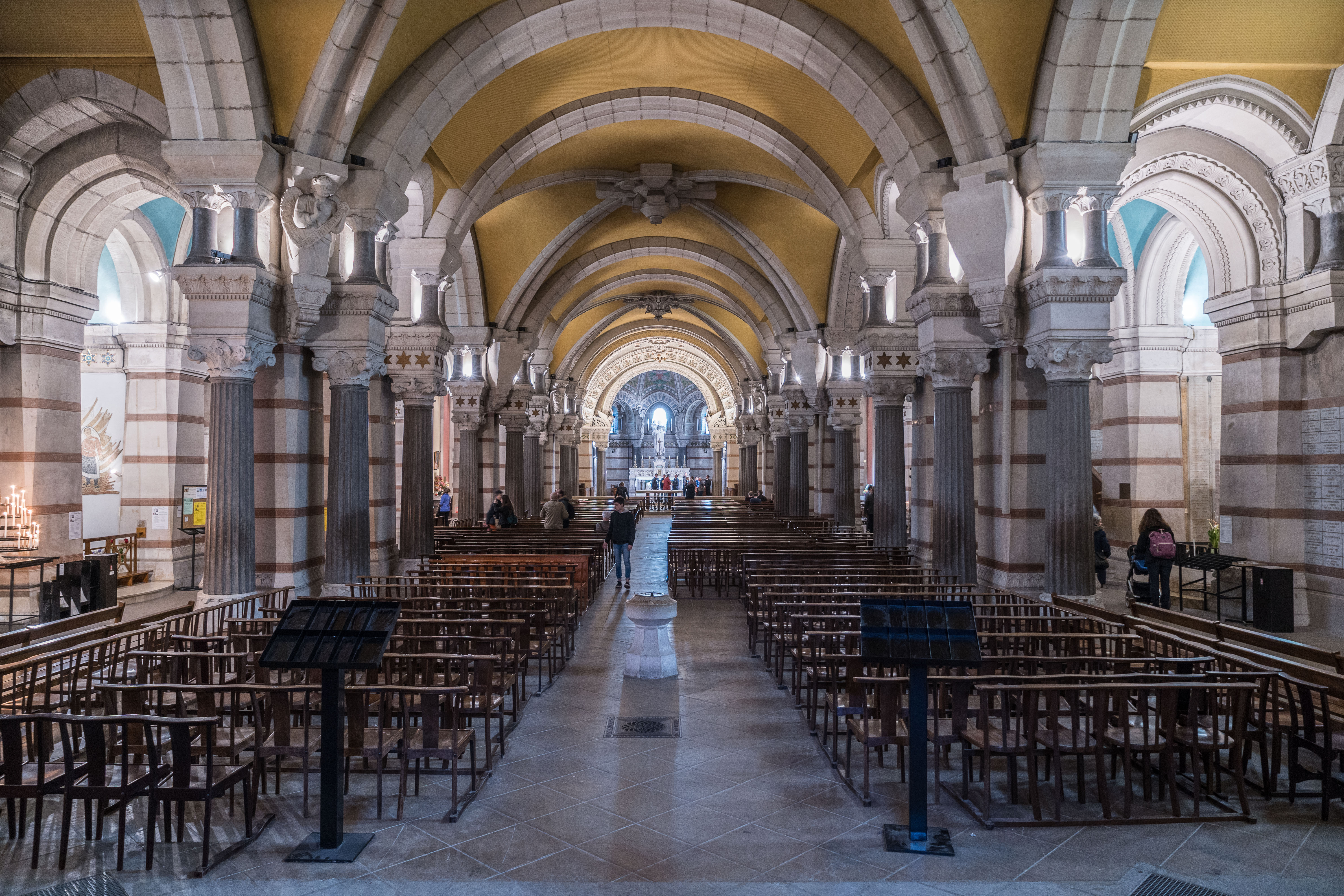
Vue générale de l'église basse.

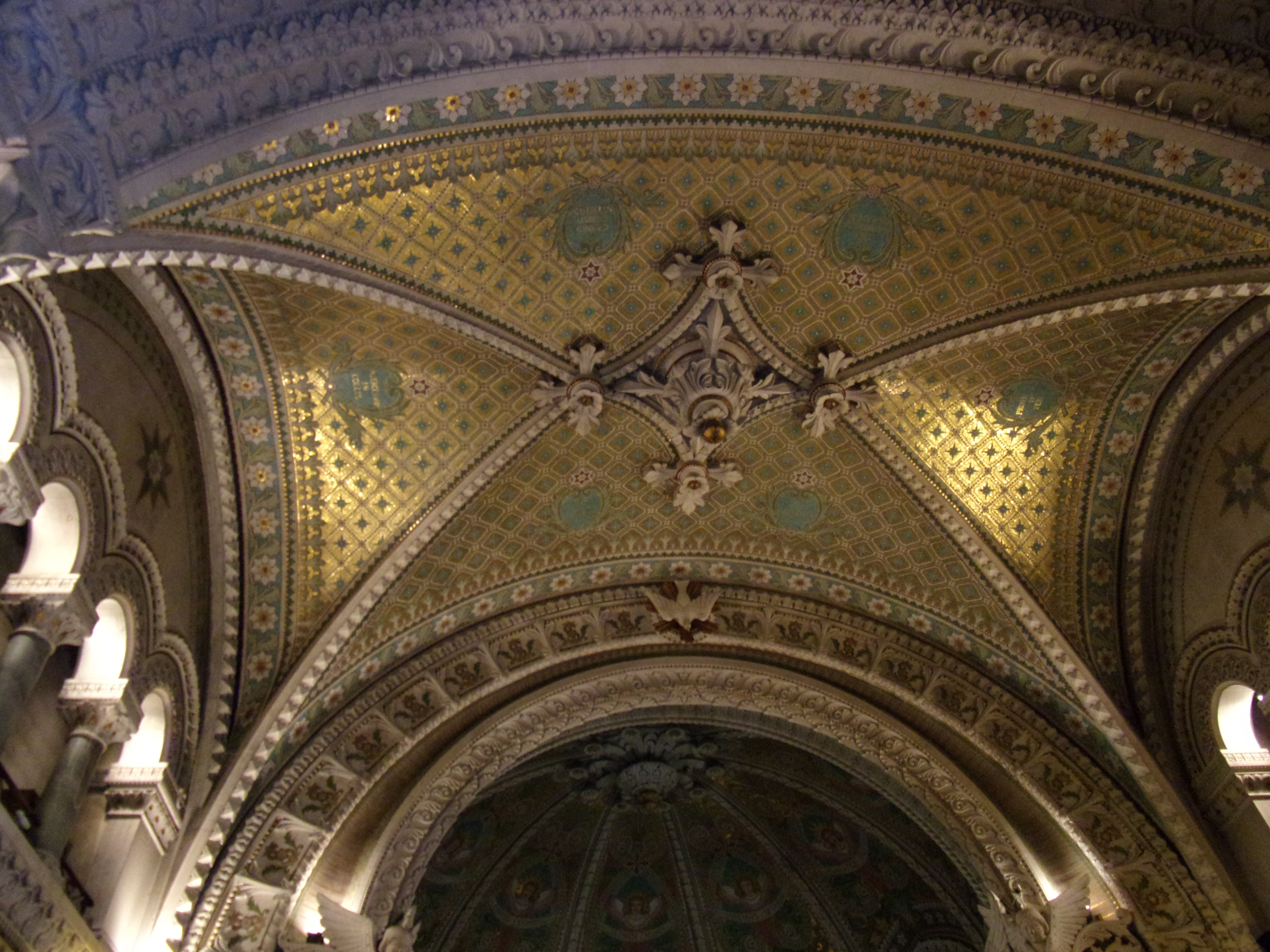
Détail du plafond de l'abside de l'église basse.

La principale caractéristique de la basilique est de comporter deux églises superposées, celle du bas étant improprement appelée « crypte » (ce qu'elle n'est pas, étant éclairée de verrières). Les deux églises sont accessibles par le parvis, l'une en descendant, l'autre en montant ; elles sont également reliées par un escalier monumental à double volée, s'ouvrant sur le côté sud des nefs, et en occupant entièrement les deuxièmes travées haute et basse. Le niveau médian, correspondant au palier de l'escalier, est de plain-pied avec le parvis et l'ancienne chapelle.
Dans l'esprit de Bossan, tout l'édifice de Fourvière est symbolique. Ainsi, l'église basse, dont nombre de ses amis ne voyaient pas l'utilité, devait être pour l'architecte l'édifice dédié à Joseph, le père adoptif de Jésus-Christ. Il voit dans cette dichotomie des édifices un cheminement nécessaire pour le pèlerin, qui passe d'une relative obscurité et d'une église assez basse, à la lumière et aux grands espaces de l'église haute. Dans ce parcours catéchétique, Joseph représente à la fois la face cachée de la Sainte Famille, le support physique de sa femme et de Jésus enfant, mais aussi la tradition et l'Ancien Testament.
Dans le cheminement du visiteur, la porte des Lions est l'entrée naturelle voulue par Pierre Bossan. Les lions qui auraient dû en supporter les colonnes, inspirés de ceux de la cathédrale Notre-Dame d'Embrun, n'ont pas été réalisés, mais on retrouve leur dessin dans les notes des deux architectes. D'autres projets inaboutis étaient prévus pour le vestibule : porche circulaire abritant une statue de la Vierge ; double porte de Nazareth (pour les hommes) et de Bethléem (pour les femmes) ouvrant sur l'église basse ; porte de Pharaon reprenant l'histoire du Joseph de la Genèse.
L'iconographie de la totalité de l'église basse exprime cette idée de participation discrète de Joseph à la vie de Marie et de Jésus. Ainsi, une grande statue de Joseph en porteur de l'Enfant est sculptée, malgré l'opposition de Joannès Blanchon. Les autels prévus (non réalisés) devaient retracer l'histoire de la Sainte Famille : mariage, adoration des bergers, purification de la Vierge, fuite en Égypte, vie de la famille à Nazareth, premières paroles de Jésus au Temple. Les inscriptions portées sur les voûtains de la coupole montrent les qualificatifs donnés par l'Église à Joseph : Filius David, vir justus, custos Domini, columen Mundi, Virginis sponsus, minister Salutis, certa spes vitae.
Ces inscriptions surplombent les huit Béatitudes, représentées par huit anges sculptés en ronde-bosse, suggérant que Joseph a exercé les vertus correspondantes. Sous l'autel de l'abside, est sculptée par Millefaut une mort de Joseph, dans laquelle l'époux de Marie est représenté sous les traits de Pierre Bossan jeune, et où son fils adoptif Jésus pleure, représentation très rare. Ironiquement, c'est dans cette même église basse et face à cette statue qu'a lieu l'office funèbre de l'architecte de Fourvière, par une autorisation spéciale de l'archevêque.
Dans son ensemble, la crypte est un monument inachevé. Malgré une composition savante, le jeu des couleurs entre la lumière parcimonieusement donnée par les vitraux, les mosaïques où dominent le bleu et l'or, l'épigraphie latine révélant une bonne connaissance biblique, une riche statuaire sur laquelle trente-quatre artistes ont travaillé simultanément, le vestibule comme l'abside sont inachevés, particulièrement cette dernière, dont le gros œuvre a été parfaitement réalisé, mais presque aussitôt laissé quasiment à l'état brut, les constructeurs étant pressés de passer à l'église principale.

#### Nef

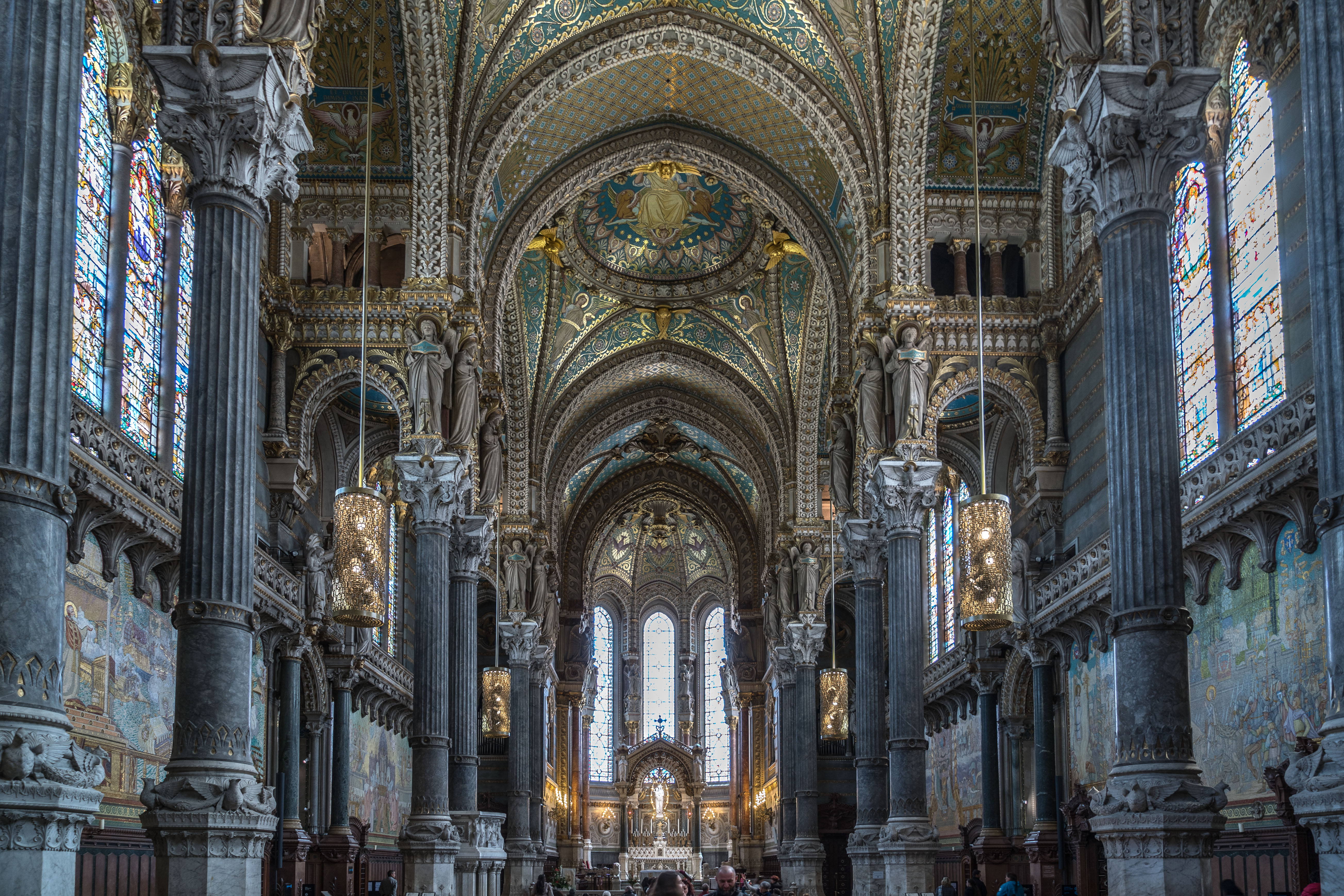
La nef de l'église haute.

#### Abside

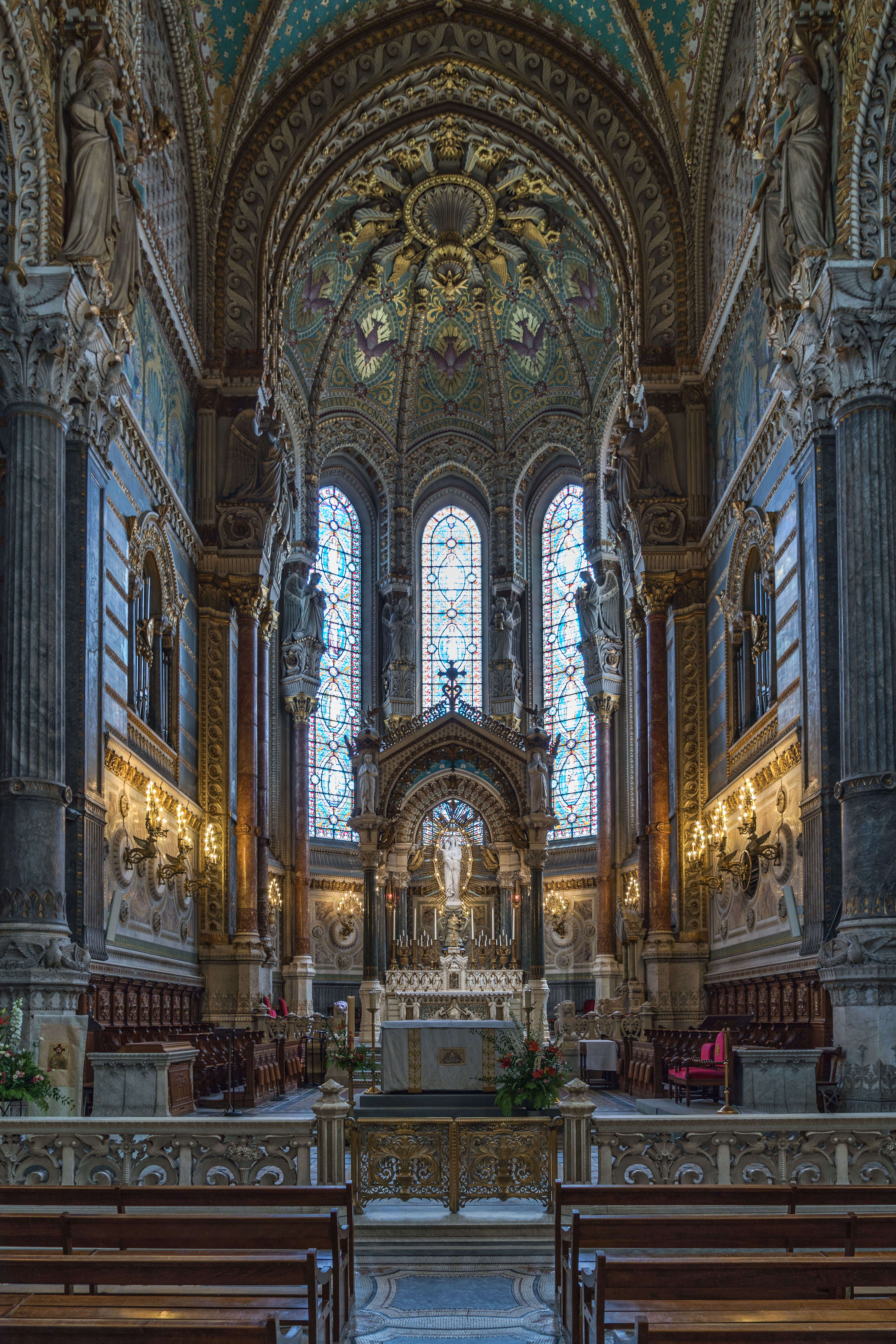
L'abside.

### L'intérieur de l'église haute

#### Mosaïques

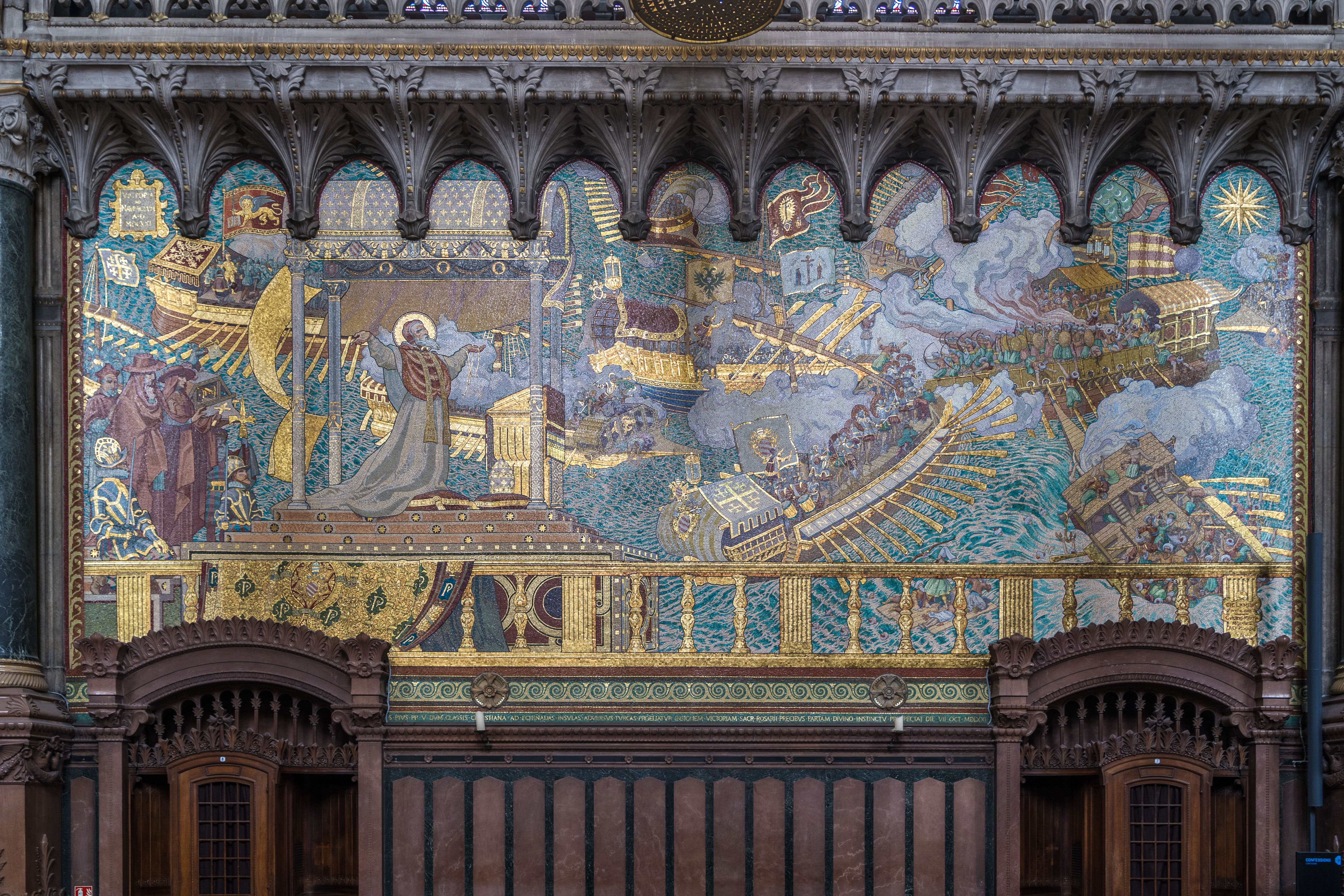
Mosaïque : La bataille de Lépante.

Les mosaïques datent de la fin du XIXe siècle et du début du XXe siècle. Elles relatent l'histoire de la Vierge Marie, à droite dans l'histoire de France, à gauche dans l'histoire de l'Église.

##### Les hérésies
L'élément iconographique le plus polémique de la basilique est l'ensemble des mosaïques dites « des hérésies », entourant l'autel principal de l'église haute. Elles sont au nombre de onze, symbolisant pour neuf d'entre elles des courants « hérétiques » historiques : arianisme, macédonianisme, nestorianisme, monophysisme, iconoclasme, luthéranisme, manichéisme, jansénisme et naturalisme). Les deux derniers, l'hydre et le serpent, figurant l'ensemble des hérésies. Le choix qui a été fait, rassemblant divers courants survenus dans l'Église entre 325 et 1870, est partial et volontaire. L'iconographie est en revanche exclusivement puisée dans un ouvrage réédité en 1855 par le bénédictin Jean-Baptiste-François Pitra, attribué à Méliton de Sardes, mais plus probablement médiéval.
En 2005, lors de la rencontre interreligieuse organisée à Lyon par la Communauté de Sant'Egidio, un geste commun est posé par les différentes Églises chrétiennes présentes à Fourvière. Le cardinal Philippe Barbarin déplore à cette occasion le classement de la basilique, qui empêche le retrait de certaines des mosaïques, mais demande publiquement pardon aux représentants protestants présents pour représentation de Martin Luther parmi les hérésies ; une plaque de marbre portant une déclaration co-rédigée et exprimant la volonté des Églises de « surmonter leur histoire douloureuse » est inaugurée en contrepartie,.

#### Grand orgue
Le Grand orgue de la basilique a été restauré en 1996 par la manufacture d'orgues Jean Renaud de Nantes. Il restaure en profondeur l'instrument sous la direction de son chef d'atelier et harmoniste Michel Jurine. La palette sonore est modifiée par l'apport de onze jeux neufs :
- au Positif : plein-jeu progressif de III-IV, Principale 4', Doublette 2', Nazard, Tierce ;
- au Grand orgue : fourniture progressive de IV-V ;
- au Récit : Carillon II-III ;
- à la Pédale : Principale 8', Flûte 4', Trompette 8', Clairon 4'.

L'harmonisation des 47 jeux est réalisée par Michel Jurine sur la base de pressions plus fortes et avec un caractère ascendant très marqué.
Aujourd'hui, le Grand Orgue se compose de la façon suivante :
| I Grand Orgue C– |                        |     |
| 1.               | Montre                 | 16' |
| 2.               | Bourdon                | 16' |
| 3.               | Montre                 | 8'  |
| 4.               | Salicional             | 8'  |
| 5.               | Bourdon                | 8'  |
| 6.               | Flûte harmonique       | 8'  |
| 7.               | Prestant               | 4'  |
| 8.               | Flûte douce            | 4'  |
| 9.               | Fourniture progr. IV-V |     |
| 10.              | Grand cornet V         |     |
| 11.              | Bombarde               | 16' |
| 12.              | Trompette              | 8'  |
| 13.              | Clairon                | 4'  |

| II Positif expressif C– |                         |       |
| 14.                     | Gemshorn                | 8'    |
| 15.                     | Unda maris              | 8'    |
| 16.                     | Flûte                   | 8'    |
| 17.                     | Bourdon                 | 8'    |
| 18.                     | Principal               | 4'    |
| 19.                     | Nazard                  | 2/3'  |
| 20.                     | Doublette               | 2'    |
| 21.                     | Tierce                  | 13/5' |
| 22.                     | Plein-Jeu progr. III-IV |       |
| 23.                     | Trompette               | 8'    |
| 24.                     | Clarinette              | 8'    |
| 25.                     | Clairon                 | 4'    |
|                         | Tremolo                 |       |

| III Récit expressif C– |                   |     |
| 26.                    | Quintaton         | 16' |
| 27.                    | Diapason          | 8'  |
| 28.                    | Gambe             | 8'  |
| 29.                    | Voix céleste      | 8'  |
| 30.                    | Flûte traversière | 8'  |
| 31.                    | Flûte octaviante  | 4'  |
| 32.                    | Octavin           | 2'  |
| 33.                    | Carillon I-III    |     |
| 34.                    | Basson            | 16' |
| 35.                    | Trompette         | 8'  |
| 36.                    | Basson-hautbois   | 8'  |
| 37.                    | Voix humaine      | 8'  |
| 38.                    | Soprano           | 4'  |
|                        | Tremolo           |     |

| Pédale C– |               |     |
| 39.       | Flûte         | 16' |
| 40.       | Soubasse      | 16' |
| 41.       | Basse ouverte | 8'  |
| 42.       | Bourdon       | 8'  |
| 43.       | Cello         | 8'  |
| 44.       | Flûte         | 4'  |
| 45.       | Bombarde      | 16' |
| 46.       | Trompette     | 8'  |
| 47.       | Clairon       | 4'  |

- Tirasses : I/P, II/P, III/P, III/P (en 4') ;
- Accouplements (tous en 16', 8', 4') : II/I, III/I, III/II ;
- Jeux de combinaison : Grand Orgue, Positif, Récit ;
- Annulation 1, 2 et 3 ;
- Expression commune positif et récit ;
- Combinateur électronique.

Une nouvelle restauration a eu lieu par le facteur d'orgue Michel Jurine en 2019–2020 (bénédiction et inauguration le 4 octobre 2020).

## Accès et fréquentation
Ce site est desservi par le funiculaire de Fourvière. Le tunnel, percé en 1900, passe en biais sous le parvis de la basilique en évitant les fondations de la tour sud-ouest, à une distance minimale de trois mètres environ. L'entrée de la station est située juste en face du porche principal.
La basilique est visitée annuellement par plus de deux millions de touristes, ce qui en fait le premier site touristique de la région Rhône-Alpes.

## Réutilisation

### Émetteurs FM
Le site accueille depuis 1982 les antennes de Radio Fourvière, devenue depuis Radio chrétienne francophone. La basilique accueille depuis d'autres émetteurs FM. Les antennes sont placées au sommet dans les 2 croix de devant.
| Programme | Fréquence                    | Puissance | Catégorie      | Diffuseur      |
| --------- | ---------------------------- | --------- | -------------- | -------------- |
| 87,8 MHz  | Mouv'                        | 4 kW      | Radio publique | TDF            |
| 88,4 MHz  | Radio chrétienne francophone | 4 kW      | A              | Auto diffusion |
| 89,8 MHz  | Radio Nova,                  | 1 kW      | C              | Towercast      |
| 94,1 MHz  | France Culture               | 1 kW      | Radio publique | TDF            |
| 94,9 MHz  | Rire et Chansons             | 1 kW      | D              | Towercast      |
| 96,1 MHz  | Skyrock                      | 4 kW      | D              | Towercast      |
| 98,0 MHz  | France Musique               | 1 kW      | Radio publique | TDF            |
| 98,4 MHz  | Tonic Radio                  | 1 kW      | B              | Towercast      |
| 98,9 MHz  | Chérie FM                    | 1 kW      | C              | Towercast      |
| 99,3 MHz  | Radio Capsao                 | 1 kW      | A              | Auto-diffusion |
| 101,1 MHz | France Inter                 | 1 kW      | Radio publique | TDF            |
| 105,4 MHz | France Info                  | 2 kW      | Radio publique | Towercast      |
| 106,3 MHz | Impact FM                    | 1 kW      | B              | Towercast      |

### Similarité avec d'autres églises
Dans le Beaujolais, au sein du village de Régnié-Durette et de ses vignes, se trouve le premier modèle de la basilique de Fourvière, l'église saint Jean-Apôtre construite par Pierre Bossan en 1867, l'abside présente une ressemblance frappante. 
À Marseille, l'église Notre-Dame-du-Rosaire présente de très grandes similarités, les ornements floraux, la statutaire, le plan intérieur, les artistes mis à contribution, tout dans cette église à l'allure de répétition générale avant la basilique de Fourvière. L'église comporte aussi une chapelle à saint Joseph et le bas relief qui orne celle-ci est aussi la mort de Joseph avec exactement la même composition, elle est l’œuvre du sculpteur Camille Rey issu de l'école d'art religieux de Valence fondée par Bossan. La construction commence en 1868. 

À l'étranger, la basilique a servi de modèle pour l'église Notre-Dame-des-Victoires de San Francisco, située dans le quartier français de San Francisco, reconstruite en 1908 après le grand tremblement de terre de 1906.

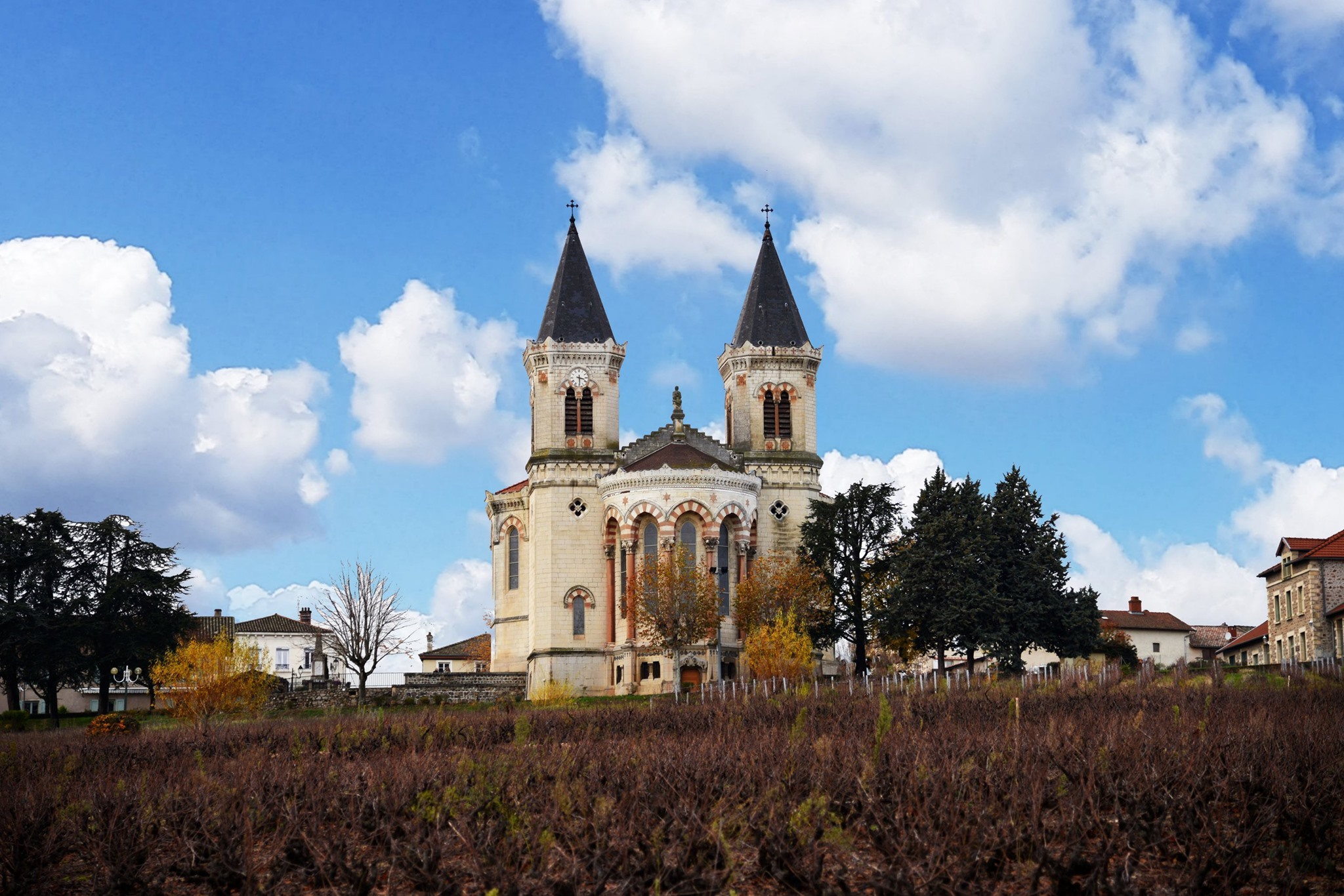
L'église de Régnié-Durette dans le Beaujolais.
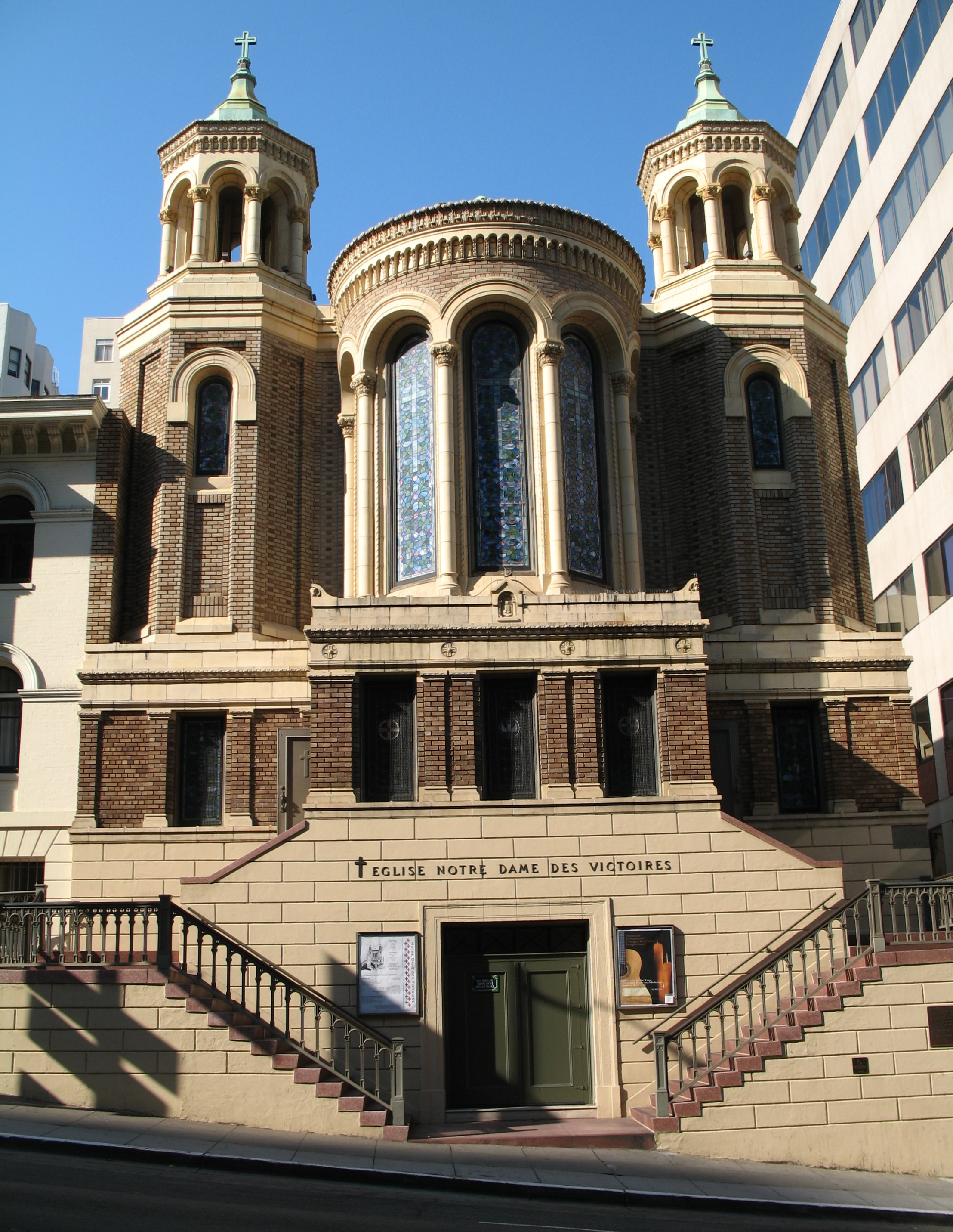
Abside de l'église Notre-Dame-des-Victoires de San Franciso
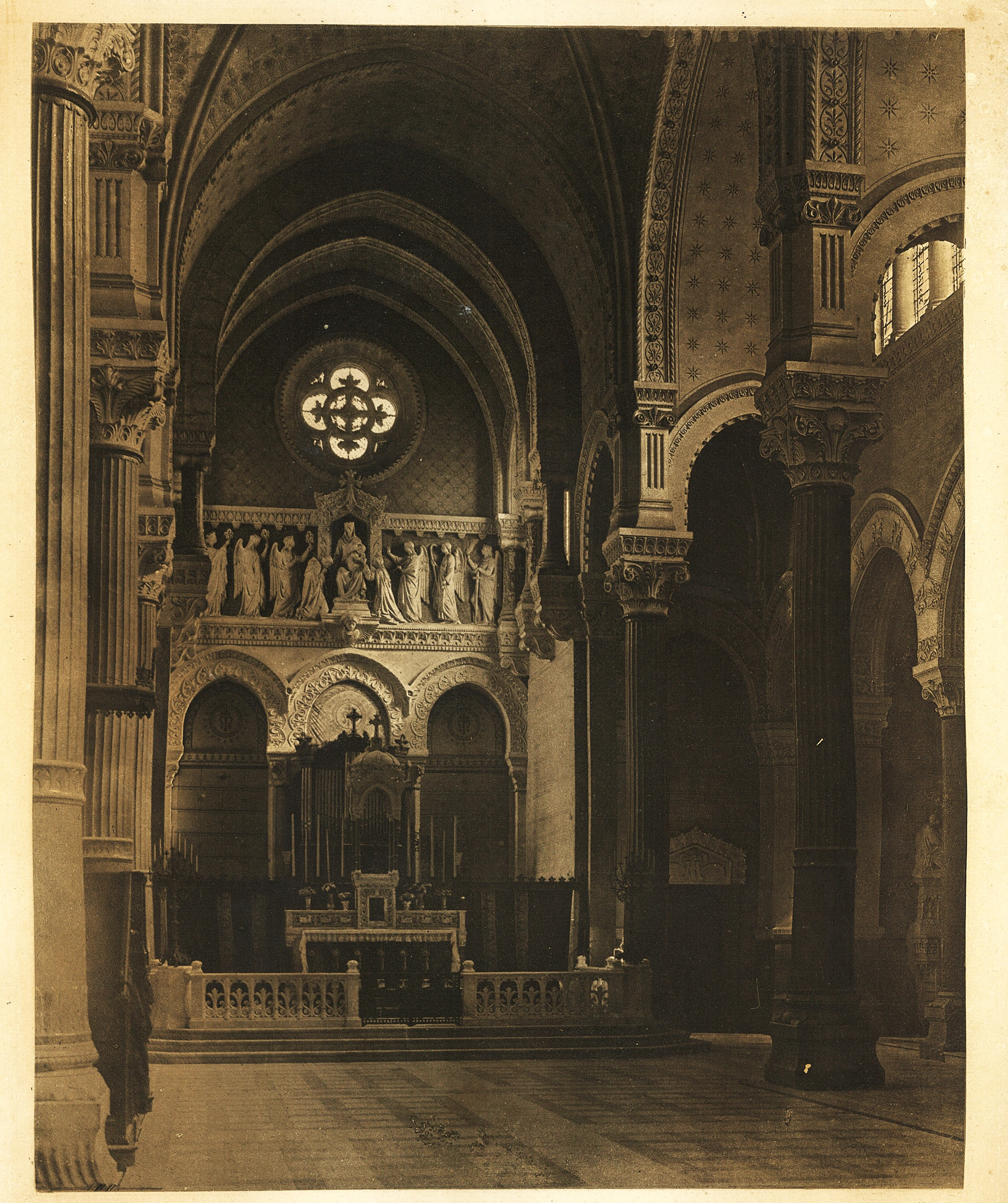
Intérieur de l'église Notre-Dame-du-Rosaire de Marseille
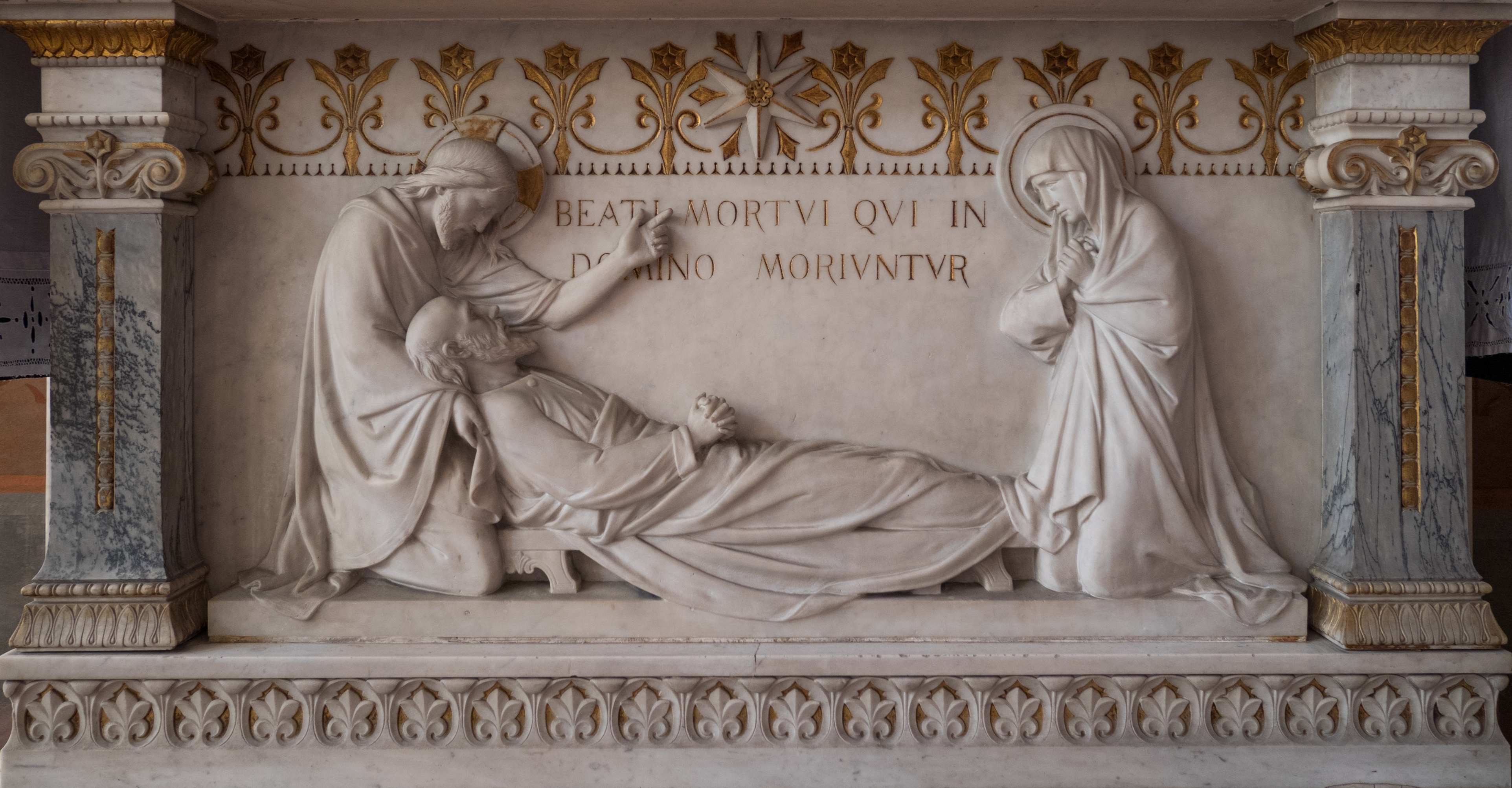
Bas relief, mort de saint Joseph de l'église Notre-Dame du Rosaire de Marseille

## La basilique dans la culture populaire

### Un des symboles de Lyon
Dans la grande fresque de la gare de Lyon, peinte en 1900 par Jean-Baptiste Olive, la ville de Lyon n'est pas représentée par sa cathédrale, mais par la basilique de Fourvière, ainsi que par la presqu'île visible en arrière-plan.
Pour Joseph Folliet, s'exprimant en 1954, « Toutes les lignes du paysage lyonnais [...] montent naturellement vers Fourvière, convergent vers la basilique ». En l'an 2000, Raymond Barre estime pour sa part que « le mystère de la beauté de Fourvière [réside] dans cet émouvant dialogue entre le passé des hommes [...] et le sacré ». Pour le maire de Lyon Gérard Collomb, Fourvière est un « trésor d'humanité » quand Michel Mercier y voit « l'histoire d'un attachement populaire indéfectible depuis des siècles ».
Jean-Michel Deleuil, dans Lyon la nuit, lieux, pratiques et images (paru en 1994), estime à l'inverse que la basilique est « un édifice religieux qui n'a rien à montrer, ni le charme des siècles, ni un quelconque intérêt architectural. Chez les noctambules, la basilique n'est pas représentée comme un élément transcendant, malgré sa position élevée. Au contraire, elle semble surveiller la ville, et la contraindre au respect d'un ordre moral rabat-joie ».